# Tercera División de México 2018-19
La Temporada 2018-19 de la Tercera División de México, llamada oficialmente Liga TDP, fue el quincuagésimo noveno torneo de esta división.

## Formato de competencia[1]
Los 215 equipos se dividen por zonas geográficas quedando 13 grupos: dos de doce clubes, tres de 15, dos de 16, uno de 17, dos de 19 y tres cuadros de 20 equipos; cada grupo hace un calendario de juegos entre todos a doble visita recíproca, por cada juego se otorgan 3 puntos al vencedor, un punto por empate, 0 puntos por derrota, en caso de igualada se otorga un punto extra que se define en series de penales que se adjudica el ganador. Sin embargo, el sistema de clasificación de la liga le otorga una primacía al porcentaje, el cual se obtiene dividiendo los puntos obtenidos entre los partidos disputados a lo largo de la temporada, de esta forma si un equipo tiene menos unidades pero un mejor cociente finaliza en una mejor posición en la tabla general.
Al finalizar la temporada 64 equipos clasifican a la fase final. En la primera fase, los 13 grupos de la división se dividen en dos zonas: ambas integradas por 32 clubes repartidos en los grupos 1 al 7 y 8 al 13 de acuerdo a su zona geográfica. Serán ordenados de acuerdo con su cociente en la temporada de mayor a menor. Posteriormente se jugarán rondas sucesivas: treintadosavos; dieciseisavos; octavos; cuartos de final; semifinales; y final por el derecho a ascenso.
En cuanto a equipos filiales, pueden disputar el título de filiales sin derecho de ascenso, a partir de la temporada 2018-2019 se clasifican 16 equipos la liguilla siendo ordenados de mayor a menor cociente jugando rondas de octavos, cuartos de final, semifinales y final.
En cuanto al descenso no existe, cada equipo si no paga sus cuotas puede salir de la división aún en plena temporada, antes de cada torneo los equipos deben pagar su admisión a la división la cantidad de $34,800 pesos; y cubrir los requisitos de registro de 30 elementos por equipo (cada elemento paga alrededor de $2,000 pesos), se incluyen entrenadores (que pagan por separado su afiliación ante la FMF), también se pagan los balones de juego marca Voit exclusivamente que la F.M.F suministra, el arbitraje cada juego se paga, pero el gasto que corre por cuenta del equipo local y derecho de juego; en cuanto a multas cada club paga desde no presentarse a tiempo al partido, insultar al arbitraje, problemas que genere la afición, por cada amonestación y expulsión de los jugadores, grescas entre jugadores etc.
Los equipos que clasifican a Liguilla por el título deben pagar cuotas extras. Si algún equipo decide cambiar de nombre y sede debe pagar cuotas que ello genere, más su admisión, es por esta razón que cada año hay nuevos equipos y otros que dejan de competir repentinamente. Si hay oportunidad, puede presentarse el ascenso desde la Cuarta división, pero el equipo debe pagar sus cuotas y cumplir con los requisitos establecidos.
La liga permite que las franquicias participantes puedan rentar su plaza a otros clubes, por lo que suele ser habitual que existan equipos que tienen un nombre conocido distinto al que están registrados ante la Federación Mexicana de Fútbol. En caso de que sea así, se anexa en la tabla de equipos participantes el nombre oficial de registro.

## Equipos participantes

### Ascensos y descensos
El equipo campeón del torneo tiene derecho a ascender a la Liga Premier de México, en donde será el organismo regulador de ese torneo el encargado de designar en cuál de las dos competiciones de la categoría participará el club. Anteriormente se otorgaban dos boletos de ascenso, el campeón ascendía a la Serie A y el subcampeón a la Serie B.
El descenso en la Tercera División no existe debido a que no hay categoría menor a esta en el sistema de ligas de la FMF. Por otro lado el descenso a la Tercera División está reservado para aquel club que culmine en la posición más baja de la tabla general al finalizar la temporada de la Serie B.
A continuación se muestran los ascensos y descensos de la temporada 2018/19 :
| Pos.   | Descendido a la Tercera División de México          |
| ------ | --------------------------------------------------- |
| 28º SB | 'Cuatetes de Acapulco' (desafiliado y desaparecido) |

| Pos. | Ascendido a la Serie A |
| ---- | ---------------------- |
| 1°   | Acatlán                |

| Pos. | Ascendido a la Serie B |
| ---- | ---------------------- |
| 2°   | Marina                 |

### Información sobre los Equipos participantes[4]
En total 214 Clubes compiten en la temporada 2018-2019. En un principio, se proyectó la participación de otros cuatro clubes más, sin embargo: Atlético Huejutla, Apaseo El Alto, Chinarras de Aldama y Tiburones de Puerto Peñasco se retiraron o no tuvieron permiso de contender.
(*) Equipo filial de un conjunto de Liga MX, Ascenso MX o Liga Premier. En algunos casos puede ascender.

### Grupo I
Este grupo está compuesto por 15 equipos de los estados de Campeche, Chiapas, Quintana Roo, Tabasco y Yucatán.
| Equipo                  | Ciudad                         | Estadio                   | Capacidad | Club de afiliación     |
| ----------------------- | ------------------------------ | ------------------------- | --------- | ---------------------- |
| Campeche FC             | Campeche, Campeche             | La Muralla de Kin-ha      | 500       | –                      |
| Cantera Venados         | Mérida, Yucatán                | Carlos Iturralde Rivero   | 15087     | Venados F.C.           |
| Carmen FC               | Ciudad del Carmen, Campeche    | UNACAR Campus Uno         | 1000      | –                      |
| CEFOR Mérida            | Mérida, Yucatán                | Deportivo CEFEMEX         | 1000      | –                      |
| Cefori Cocodrilos (*)   | Villahermosa, Tabasco          | Olímpico de Villahermosa  | 12000     | Cocodrilos F.C.        |
| Chetumal                | Chetumal, Quintana Roo         | José López Portillo       | 6600      | –                      |
| Corsarios               | Campeche, Campeche             | Universitario             | 4000      | –                      |
| Delfines Márquez        | Campeche, Campeche             | Francisco Márquez Segovia | 500       | –                      |
| Deportiva Venados       | Tamanché, Yucatán              | Alonso Diego Molina       | 500       | –                      |
| Dragones de Tabasco (*) | Villahermosa, Tabasco          | Olímpico de Villahermosa  | 12000     | –                      |
| Felinos 48              | Reforma, Chiapas               | Sergio Lira Gallardo      | 600       | –                      |
| Inter Playa "B"         | Playa del Carmen, Quintana Roo | Mario Villanueva Madrid   | 7000      | Inter Playa del Carmen |
| Mur FC                  | Homún, Yucatán                 | Municipal de Homún        | 1000      | –                      |
| Pioneros Junior         | Cancún, Quintana Roo           | Cancún 86                 | 6390      | Pioneros de Cancún     |
| Yalmakan "B"            | Puerto Morelos, Quintana Roo   | Pescadores                | 1200      | Yalmakan F.C.          |

### Grupo II
Está integrado por 16 clubes procedentes de los estados de Puebla, San Luis Potosí, Tlaxcala y Veracruz.
| Equipo                          | Ciudad                        | Estadio                                       | Capacidad | Club de afiliación    | Nombre registrado      |
| ------------------------------- | ----------------------------- | --------------------------------------------- | --------- | --------------------- | ---------------------- |
| Albinegros "B" (*)              | Orizaba, Veracruz             | UGM Nogales                                   | 1500      | Albinegros de Orizaba | –                      |
| Alpha                           | Puebla, Puebla                | Club Alpha 3                                  | 600       | –                     | –                      |
| Chileros XL                     | Xalapa, Veracruz              | Complejo Omega                                | 1000      | –                     | –                      |
| Delfines UGM                    | Nogales, Veracruz             | UGM Nogales                                   | 1500      | –                     | -                      |
| Deportivo Camelia               | Zacatlán, Puebla              | Morelos                                       | 1000      | –                     | –                      |
| Lobos Chapultepec SAI           | Puebla, Puebla                | Club Alpha 3                                  | 600       | –                     | Puebla SAI             |
| Los Ángeles                     | Puebla, Puebla                | Ex Hacienda San José Maravillas               | 500       | –                     | –                      |
| Papanes de Papantla             | Papantla, Veracruz            | Fénix Solidaridad                             | 3000      | –                     | –                      |
| Piratas de Alvarado             | Alvarado, Veracruz            | Unidad Deportiva Miguel Alemán Valdés         | 1000      | –                     | Piñeros de Loma Bonita |
| Poza Rica                       | Poza Rica, Veracruz           | Heriberto Jara Corona                         | 10000     | –                     | –                      |
| Reales de Puebla                | Chachapa, Puebla              | Unidad Deportiva Chachapa                     | 1000      | –                     | –                      |
| SEP Puebla                      | Puebla, Puebla                | Centro Estatal del Deporte Mario Vázquez Raña | 800       | Puebla F.C.           | –                      |
| Star Club                       | Santa Ana Nopalucan, Tlaxcala | Unidad Deportiva Santa Ana Nopalucan          | 500       | –                     | -                      |
| Sultanes de Tamazunchale        | Tamazunchale, San Luis Potosí | Deportivo Solidaridad                         | 1650      | –                     | –                      |
| Tehuacán                        | Tehuacán, Puebla              | Unidad Deportiva La Huizachera                | 1000      | –                     | –                      |
| Universidad del Golfo de México | Orizaba, Veracruz             | Universitario UGM Orizaba                     | 1500      | –                     | –                      |

### Grupo III
Lo conforman 15 equipos de los estados de Chiapas, Oaxaca y Veracruz.
| Equipo                      | Ciudad                    | Estadio                               | Capacidad | Club de afiliación  | Nombre registrado   |
| --------------------------- | ------------------------- | ------------------------------------- | --------- | ------------------- | ------------------- |
| Alebrijes de Oaxaca "B" (*) | Oaxaca, Oaxaca            | Tecnológico de Oaxaca                 | 14950     | Alebrijes de Oaxaca | –                   |
| Atlético Boca del Río       | Boca del Río, Veracruz    | Unidad Deportiva Hugo Sánchez Márquez | 1500      | –                   | –                   |
| Atlético Isla               | Isla, Veracruz            | Campo municipal de Isla               | 1000      | –                   | –                   |
| Atlético Ixtepec            | Ciudad Ixtepec, Oaxaca    | Brena Torres                          | 1000      | –                   | –                   |
| Bravos Caballeros           | Coscomatepec, Veracruz    | Unidad Deportiva "El Huatusquito"     | 1000      | –                   | C. Santos Córdoba   |
| Cafetaleros "B" (*)         | Tapachula, Chiapas        | Olímpico de Tapachula                 | 18017     | C. Cafetaleros      | –                   |
| Chapulineros de Oaxaca      | Oaxaca, Oaxaca            | Deportivo Independiente MRCI          | 2000      | –                   | –                   |
| Conejos de Tuxtepec         | Tuxtepec, Oaxaca          | Ing. Guillermo Hernández Castro       | 4000      | –                   | –                   |
| Córdoba FC                  | Córdoba, Veracruz         | Rafael Murillo Vidal                  | 3800      | –                   | Colegio Once México |
| Cruz Azul Lagunas (*)       | Lagunas, Oaxaca           | Cruz Azul                             | 2000      | Cruz Azul F.C.      | –                   |
| Deportivo Tehuantepec       | Tehuantepec, Oaxaca       | Unidad Deportiva Guiengola            | 5000      | –                   | Real Pueblo Nuevo   |
| Porteños FC                 | Salina Cruz, Oaxaca       | Heriberto Kehoe Vincent               | 2000      | –                   | –                   |
| FC Sozca                    | Lerdo de Tejada, Veracruz | Miguel Seoane Lavin                   | 1000      | –                   | –                   |
| Tenguayacos de Malpaso      | Raudales Malpaso, Chiapas | Lic. Adolfo López Mateos              | 1000      | –                   | –                   |
| Toros Real Xalapa           | Xalapa, Veracruz          | Colegio Americano Xalapa              | 1000      | –                   | Toros Huatusco      |

### Grupo IV
Formado por 20 clubes con sede en la Zona metropolitana del valle de México.
| Equipo                          | Ciudad                                | Estadio                            | Capacidad | Club de afiliación      | Nombre registrado           |
| ------------------------------- | ------------------------------------- | ---------------------------------- | --------- | ----------------------- | --------------------------- |
| AEM                             | Cuautitlán Izcalli, Estado de México  | Hugo Sánchez                       | 2500      | –                       | –                           |
| Águilas de Teotihuacán          | Teotihuacán, Estado de México         | Municipal Teotihuacán              | 1200      | –                       | –                           |
| Álamos                          | Venustiano Carranza, Ciudad de México | Ciudad deportiva Magdalena Mixhuca | 500       | –                       | –                           |
| Ángeles de la Ciudad            | Iztacalco, Ciudad de México           | Deportivo Rosario Iglesias         | 6000      | –                       | –                           |
| Atlante "B" (*)                 | Tultitlán, Estado de México           | Nuevo Territorio Azulgrana         | 500       | C.F. Atlante            | –                           |
| Aragón FC                       | Gustavo A. Madero, Ciudad de México   | Deportivo Francisco Zarco          | 500       | C.F. Pachuca            | Atlético San Juan de Aragón |
| Aztecas AMF                     | Iztapalapa, Ciudad de México          | Deportivo Eduardo Molina           | 1000      | –                       | –                           |
| Cefor Águilas                   | Coyoacán, Ciudad de México            | Deportivo San Isidro               | 1000      | –                       | –                           |
| Chilangos FC                    | Iztacalco, Ciudad de México           | Deportivo Rosario Iglesias         | 6000      | –                       | –                           |
| Club Carsaf                     | Gustavo A. Madero, Ciudad de México   | Deportivo Lázaro Cárdenas          | 1000      | –                       | –                           |
| Guerreros Aztecas               | Amecameca, Estado de México           | Francisco Flores                   | 2000      | –                       | –                           |
| Halcones Zúñiga                 | Nicolás Romero, Estado de México      | Deportivo San Ildelfonso           | 1000      | Leones Negros UDG       | –                           |
| Leopardos                       | Iztapalapa, Ciudad de México          | Leandro Valle                      | 1500      | –                       | –                           |
| Marina "B" (*)                  | Xochimilco, Ciudad de México          | Valentín González                  | 5000      | F.C. Marina             | –                           |
| Novillos Neza                   | Iztacalco, Ciudad de México           | Ciudad deportiva Magdalena Mixhuca | 500       | –                       | –                           |
| F.C. Politécnico                | Venustiano Carranza, Ciudad de México | Deportivo Plutarco Elías Calles    | 2500      | –                       | –                           |
| Proyecto Nuevo Chimalhuacán (*) | Chimalhuacán, Estado de México        | La Laguna                          | 2000      | C.D. Nuevo Chimalhuacán | –                           |
| Pumas UNAM "C" (*)              | Coyoacán, Ciudad de México            | La Cantera                         | 1000      | C. Universidad Nacional | –                           |
| San José del Arenal             | Chalco, Estado de México              | Arreola                            | 2000      | –                       | –                           |
| Sangre de Campeón               | Tultitlán, Estado de México           | Nou Camp 1                         | 1000      | –                       | –                           |

### Grupo V
Formado por 16 clubes de la Ciudad de México y el Estado de México.
| Equipo                      | Ciudad                                | Estadio                                    | Capacidad | Club de afiliación | Nombre registrado        |
| --------------------------- | ------------------------------------- | ------------------------------------------ | --------- | ------------------ | ------------------------ |
| Azucareros de Tezonapa      | Melchor Ocampo, Estado de México      | Deportivo Municipal Melchor Ocampo         | 1000      | –                  | –                        |
| Cuervos Silver Soccer       | Xochimilco, Ciudad de México          | San Isidro                                 | 1000      | –                  | –                        |
| Deportivo Metepec           | Metepec, Estado de México             | Unidad Deportiva Alarcón Hisojo            | 500       | –                  | –                        |
| Diablos Valle de Bravo (*)  | Valle de Bravo, Estado de México      | Unidad Deportiva Monte Alto                | 1000      | D. Toluca          | Deportivo Vallesano F.C. |
| Escuela de Alto Rendimiento | Interlomas, Estado de México          | Universidad Anáhuac México Norte           | 300       | –                  | –                        |
| Estudiantes de Atlacomulco  | Atlacomulco, Estado de México         | Unidad Deportiva Las Fuentes               | 1000      | –                  | –                        |
| Fuerza Mazahua              | Ixtlahuaca, Estado de México          | Municipal de Ixtlahuaca                    | 1000      | –                  | –                        |
| Futcenter                   | Tlalnepantla, Estado de México        | Deportivo Barrientos "Luis García Postigo" | 1000      | –                  | CDU Uruapan              |
| Halcones de Rayón           | Santa María Rayón, Estado de México   | José Lerma Pérez                           | 1000      | –                  | –                        |
| Héroes de Zaci              | Iztapalapa, Ciudad de México          | Club Deportivo CENSODEP                    | 1000      | –                  | –                        |
| Histeria CDH                | Metepec, Estado de México             | El Mirador                                 | 500       | –                  | –                        |
| Leones de Lomar             | Metepec, Estado de México             | Unidad Deportiva Emilio Chuayffet          | 1500      | –                  | –                        |
| Potros UAEM "B" (*)         | Toluca, Estado de México              | Alberto "Chivo" Córdoba                    | 32603     | Potros UAEM F.C.   | –                        |
| Reboceros de Tenancingo     | Tenancingo, Estado de México          | JM "Grillo" Cruzalta                       | 3000      | –                  | Grupo Sherwood           |
| Santa Rosa                  | Venustiano Carranza, Ciudad de México | Deportivo Plutarco Elías Calles            | 1000      | –                  | –                        |
| Tejupilco                   | Tejupilco, Estado de México           | Unidad Deportiva Tejupilco                 | 1000      | –                  | –                        |

### Grupo VI
Integrado por doce equipos con sede en los estados de Ciudad de México, Guerrero, México, Morelos y Puebla.
| Equipo                       | Ciudad                                   | Estadio                     | Capacidad | Club de afiliación |
| ---------------------------- | ---------------------------------------- | --------------------------- | --------- | ------------------ |
| Acapulco FC                  | Acapulco, Guerrero                       | Álvaro "Ñoño" Campos        | 1000      | –                  |
| Águilas de la UAGro          | Chilpancingo, Guerrero                   | Andrés Figueroa             | 2000      | –                  |
| Alacranes de Puente de Ixtla | Puente de Ixtla, Morelos                 | General Emiliano Zapata     | 1000      | –                  |
| Atlético Cuernavaca          | Cuernavaca, Morelos                      | Mariano Matamoros           | 16000     | –                  |
| Chilpancingo                 | Chilpancingo, Guerrero                   | Polideportivo Chilpancingo  | 2000      | –                  |
| Guerreros                    | Venustiano Carranza, Ciudad de México    | Deportivo Oceanía Cancha 3  | 1000      | –                  |
| Guerreros Pericués           | San Andrés Cholula, Puebla               | Deportivo Cholula           | 1000      | –                  |
| Iguala                       | Iguala, Guerrero                         | Unidad Deportiva de Iguala  | 5000      | –                  |
| Lobos BUAP "B" (*)           | Puebla, Puebla                           | CEFOR Lobos BUAP            | 1000      | C. Lobos BUAP      |
| Jardón JFS Yautepec          | Yautepec, Morelos                        | Unidad Deportiva San Carlos | 1000      | –                  |
| Rafe Sport                   | La Magdalena Contreras, Ciudad de México | Deportivo Casa Popular      | 1000      | –                  |
| Selva Cañera                 | Emiliano Zapata, Morelos                 | General Emiliano Zapata     | 1000      | C.A. Zacatepec     |

### Grupo VII
Conformado por 17 conjuntos repartidos en los estados de Hidalgo, México y Puebla.
| Equipo                     | Ciudad                        | Estadio                             | Capacidad | Club de afiliación | Nombre registrado        |
| -------------------------- | ----------------------------- | ----------------------------------- | --------- | ------------------ | ------------------------ |
| Cefor Chaco Giménez        | Tulancingo, Hidalgo           | Primero de Mayo                     | 2500      | –                  | –                        |
| Cefor Cuauhtémoc Blanco    | Huauchinango, Puebla          | Nido Águila Huauchinango            | 300       | –                  | –                        |
| CD Matamoros               | Zumpango, Estado de México    | El Volcán                           | 500       | –                  | –                        |
| Ciervos "B" (*)            | Chalco, Estado de México      | Leandro Valle                       | 1500      | Ciervos F.C.       | –                        |
| FC Cuemanco                | Cuautitlán, Estado de México  | Los Pinos                           | 5000      | –                  | Santiago Tulantepec F.C. |
| Cuervos Blancos            | Cuautitlán, Estado de México  | Los Pinos                           | 5000      | –                  | –                        |
| Faraones de Texcoco        | Texcoco, Estado de México     | Claudio Suárez                      | 4000      | –                  | –                        |
| Halcones Negros            | Texcoco, Estado de México     | Unidad Deportiva Silverio Pérez     | 1000      | –                  | –                        |
| Independiente Mexiquense   | Huehuetoca, Estado de México  | 12 de Mayo                          | 1500      | –                  | –                        |
| Hidalguense                | Pachuca, Hidalgo              | Club Hidalguense                    | 600       | –                  | –                        |
| Pato Baeza FC              | Texcoco, Estado de México     | Centro de Fútbol Alberto Pato Baeza | 1000      | –                  | –                        |
| Promodep Central           | Cuautitlán, Estado de México  | Deportivo Plutarco Elías Calles     | 2000      | –                  | –                        |
| Sk Street Soccer           | Tulancingo, Hidalgo           | Unidad Deportiva Javier Rojo Gómez  | 2000      | –                  | –                        |
| Texcoco                    | Papalotla, Estado de México   | Centro de Fútbol Alberto Pato Baeza | 1000      | –                  | –                        |
| Tuzos Pachuca (*)          | San Agustín Tlaxiaca, Hidalgo | Universidad del Fútbol              | 1000      | C.F. Pachuca       | –                        |
| Unión Acolman              | Tepexpan, Estado de México    | San Carlos Tepexpan                 | 1200      | –                  | –                        |
| Universidad del Fútbol (*) | San Agustín Tlaxiaca, Hidalgo | Universidad del Fútbol              | 1000      | C.F. Pachuca       | –                        |

### Grupo VIII
Lo integran 19 equipos de los estados de Guanajuato, Guerrero, Michoacán y Querétaro.
| Equipo                        | Ciudad                            | Estadio                               | Capacidad | Club de afiliación | Nombre registrado         |
| ----------------------------- | --------------------------------- | ------------------------------------- | --------- | ------------------ | ------------------------- |
| Aguacateros CDU Uruapan       | Uruapan, Michoacán                | Unidad Deportiva Hermanos López Rayón | 5000      | –                  | –                         |
| Atlético Valladolid           | Pátzcuaro, Michoacán              | Unidad Deportiva de Pátzcuaro         | 2000      | –                  | –                         |
| Celaya "C" (*)                | Celaya, Guanajuato                | Instituto Tecnológico Celaya          | 1000      | Celaya F.C.        | –                         |
| Cocodrilos FC Lázaro Cárdenas | Lázaro Cárdenas, Michoacán        | Club Pacífico                         | 2500      | –                  | –                         |
| Delfines de Abasolo           | Abasolo, Guanajuato               | Municipal Abasolo                     | 2000      | –                  | –                         |
| Guerreros Morelia 4D          | Morelia, Michoacán                | Unidad Deportiva Cuauhtémoc - C15     | 500       | –                  | Tigres Blancos Gestalt    |
| Guerreros Tzacapu             | Zacapu, Michoacán                 | Municipal Zacapu                      | 2500      | Monarcas Morelia   | Monarcas Zacapu           |
| Iguanas FC                    | Zihuatanejo, Guerrero             | Unidad Deportiva Zihuatanejo          | 1000      | –                  | –                         |
| La Piedad "B" (*)             | La Piedad, Michoacán              | Juan N. López                         | 13356     | C.F. La Piedad     | –                         |
| Libertadores FC               | Querétaro, Querétaro              | UTEQ                                  | 1000      | –                  | –                         |
| Lobos ITECA                   | Querétaro, Querétaro              | Parque Bicentenario                   | 1000      | –                  | –                         |
| Querétaro "B" (*)             | Santa Rosa de Jáuregui, Querétaro | Parque Bicentenario                   | 1000      | Querétaro F.C.     | –                         |
| Real Zamora "B" (*)           | Zamora, Michoacán                 | Unidad Deportiva El Chamizal          | 5 000     | R. Zamora          | Club Queseros de San José |
| Real Querétaro                | Huimilpan, Querétaro              | P.M. Emilio Butragueño                | 1000      | –                  | –                         |
| Sahuayo "B" (*)               | Sahuayo, Michoacán                | Unidad Deportiva Municipal            | 1000      | Sahuayo F.C.       | –                         |
| Salamanca FC                  | Salamanca, Guanajuato             | El Molinito                           | 2500      | –                  | –                         |
| Deportivo Soria FC            | Celaya, Guanajuato                | Unidad Deportiva Sur                  | 1000      | –                  | –                         |
| Titanes de Querétaro          | Querétaro, Querétaro              | Unidad Deportiva El Pocito ITQ        | 4000      | –                  | –                         |
| Valle FC                      | Valle de Santiago, Guanajuato     | Unidad Deportiva Santiago Lira        | 1000      | –                  | Jaral del Progreso FC     |

### Grupo IX
En este grupo forman parte 19 clubes con sede en los estados de Aguascalientes, Durango, Guanajuato, Jalisco, San Luis Potosí y Zacatecas.
| Equipo                       | Ciudad                               | Estadio                                | Capacidad | Club de afiliación   | Nombre registrado |
| ---------------------------- | ------------------------------------ | -------------------------------------- | --------- | -------------------- | ----------------- |
| Alcaldes de Lagos            | San Francisco del Rincón, Guanajuato | Unidad Deportiva Independencia         | 2000      | –                    | –                 |
| Atlético de San Luis "B" (*) | San Luis Potosí, San Luis Potosí     | Unidad Deportiva La Presa              | 2000      | Atlético de San Luis | –                 |
| Atlético ECCA                | León, Guanajuato                     | CODE Las Joyas                         | 1000      | –                    | –                 |
| Atlético Leonés              | León, Guanajuato                     | CODE Las Joyas                         | 1000      | –                    | –                 |
| Atlético San Francisco       | San Francisco del Rincón, Guanajuato | Domingo Velázquez                      | 3500      | –                    | –                 |
| Cabezas Rojas                | León, Guanajuato                     | CODE Las Joyas                         | 1000      | –                    | –                 |
| Durango "B" (*)              | Durango, Durango                     | Francisco Zarco                        | 18000     | C. Durango           | –                 |
| Frailes de Jerez             | Jerez, Zacatecas                     | Unidad Deportiva de Jerez              | 1000      | –                    | FC Zacatecas      |
| León Independiente           | León, Guanajuato                     | CODE Las Joyas                         | 1000      | –                    | –                 |
| Mineros de Fresnillo "B" (*) | Fresnillo, Zacatecas                 | Unidad Deportiva Minera Fresnillo      | 2500      | Mineros de Fresnillo | –                 |
| Mineros de Zacatecas "C" (*) | Guadalupe, Zacatecas                 | Unidad Deportiva Guadalupe             | 500       | Mineros de Zacatecas | –                 |
| Real Magarí                  | Lagos de Moreno, Jalisco             | Somnus F.C.                            | 2000      | –                    | –                 |
| Real Olmeca Colotlán         | Colotlán, Jalisco                    | Centenario de la Constitución Mexicana | 2000      | –                    | –                 |
| San Pancho FC                | San Francisco del Rincón, Guanajuato | Deportiva J. Jesús Rodríguez Barba     | 1000      | –                    | CH Fútbol Club    |
| Tancredi Affa FC             | Aguascalientes, Aguascalientes       | Enrique Olivares Santana               | 600       | –                    | Atlético La Mina  |
| Tlajomulco                   | Abasolo, Guanajuato                  | Pablo Herrera                          | 2000      | –                    | –                 |
| UAZ "B" (*)                  | Zacatecas, Zacatecas                 | Universitario Unidad Deportiva Norte   | 5000      | UAZ                  | –                 |
| U. de G. Lagos de Moreno (*) | Lagos de Moreno, Jalisco             | JFV                                    | 1000      | Leones Negros UDG    | –                 |
| Unión León                   | León, Guanajuato                     | Club Empress                           | 500       | –                    | –                 |

### Grupo X
Grupo integrado por 20 conjuntos procedentes de los estados de Colima y Jalisco.
| Equipo                       | Ciudad                         | Estadio                        | Capacidad | Club de afiliación | Nombre registrado   |
| ---------------------------- | ------------------------------ | ------------------------------ | --------- | ------------------ | ------------------- |
| Acatlán                      | Acatlán, Jalisco               | Club Juárez                    | 1500      | –                  | Futcenter           |
| Atlético Tecomán             | Tecomán, Colima                | Víctor Sevilla Torres          | 2000      | –                  | –                   |
| Aves Blancas                 | Tepatitlán de Morelos, Jalisco | Corredor Industrial            | 1200      | –                  | –                   |
| Catedráticos Elite F.C.      | Tlaquepaque, Jalisco           | Campo Maracaná                 | 400       | –                  | Real Victoria       |
| CEFO-ALR (*)                 | Zapopan, Jalisco               | Tres de Marzo                  | 18000     | Tecos F.C.         | –                   |
| Chapala                      | Chapala, Jalisco               | Municipal Juan Rayo            | 1000      | –                  | –                   |
| Deportivo Cafessa "B" (*)    | Tlajomulco de Zúñiga, Jalisco  | Unidad Deportiva Mariano Otero | 3000      | D. Cafessa         | –                   |
| Deportivo Salcido            | Ocotlán, Jalisco               | Complejo Deportivo Salcido     | 500       | –                  | –                   |
| Escuela de Fútbol Chivas (*) | Zapopan, Jalisco               | Chivas Verde Valle             | 2000      | C.D. Guadalajara   | –                   |
| Gallos Viejos                | Zapopan, Jalisco               | Eurocenter Alto Rendimiento    | 500       | –                  | –                   |
| Gorilas de Juanacatlán       | Juanacatlán, Jalisco           | Club Juanacatlán               | 500       | –                  | –                   |
| Leones Negros "C" (*)        | Guadalajara, Jalisco           | La Primavera U. de G.          | 3000      | Leones Negros UDG  | –                   |
| Mulos del CD Oro             | Zapopan, Jalisco               | Club Hacienda Real             | 500       | –                  | –                   |
| Nacional Palmac              | Zapopan, Jalisco               | Olímpico Parque Solidaridad    | 1500      | –                  | Palmac              |
| Rojos de Colima              | Colima, Colima                 | Colima                         | 12000     | –                  | Fut-Car             |
| Real Ánimas de Sayula        | Sayula, Jalisco                | Gustavo Díaz Ordaz             | 1000      | –                  | –                   |
| Tapatíos Soccer              | Guadalajara, Jalisco           | Colegio Once México            | 1000      | –                  | –                   |
| Tepatitlán "B" (*)           | Tepatitlán de Morelos, Jalisco | Tepa Gómez                     | 10000     | C.D. Tepatitlán    | –                   |
| Textileros de Zapotlanejo    | Zapotlanejo, Jalisco           | Miguel Hidalgo                 | 1500      | –                  | C. Valle del Grullo |
| Tornados Tlaquepaque         | Tonalá, Jalisco                | San Andrés                     | 2500      | –                  | Atlético Cocula     |

### Grupo XI
Este grupo está conformado por 15 equipos de Jalisco, Nayarit y Sinaloa.
| Equipo                   | Ciudad                 | Estadio                               | Capacidad | Club de afiliación | Nombre registrado   |
| ------------------------ | ---------------------- | ------------------------------------- | --------- | ------------------ | ------------------- |
| Águilas UAS              | Culiacán, Sinaloa      | Universitario UAS                     | 3500      | –                  | –                   |
| Atlas FC "B" (*)         | El Salto, Jalisco      | Instalaciones CECAF                   | 500       | Atlas F.C.         | –                   |
| Autlán F.C.              | Autlán, Jalisco        | Unidad Deportiva Chapultepec          | 1500      | –                  | Gallos Hidrocálidos |
| Camaroneros de Escuinapa | Escuinapa, Sinaloa     | Perla Camaronera                      | 1000      | –                  | –                   |
| CEFUT Laguneros          | Jocotepec, Jalisco     | Municipal de Jocotepec                | 2000      | –                  | –                   |
| Deportivo Cimagol        | Tlaquepaque, Jalisco   | Club Vaqueros                         | 1000      | –                  | –                   |
| Dorados "C" (*)          | Culiacán, Sinaloa      | Unidad Deportiva Sagarpa              | 1000      | Dorados de Sinaloa | –                   |
| Guadalajara "C" (*)      | Guadalajara, Jalisco   | Chivas San Rafael                     | 2000      | C.D. Guadalajara   | –                   |
| Juventud Unida           | Zapopan, Jalisco       | Unidad Deportiva Ulises Dávila        | 1000      | –                  | –                   |
| Mazorqueros de Zapotlán  | Ciudad Guzmán, Jalisco | Municipal Santa Rosa                  | 3000      | –                  | –                   |
| Real Bajío               | Zapopan, Jalisco       | El Bajío                              | 500       | –                  | Atlético Culiacán   |
| Sufacen Tepic            | Tepic, Nayarit         | Sufacen Libramiento                   | 500       | –                  | –                   |
| Tecos "B" (*)            | Zapopan, Jalisco       | Tres de Marzo                         | 18000     | Tecos F.C.         | –                   |
| Volcanes de Colima       | Tala, Jalisco          | Centro Deportivo Cultural 24 de Marzo | 3000      | –                  | –                   |
| Xalisco                  | Xalisco, Nayarit       | Unidad Deportiva Landereñas           | 500       | –                  | –                   |

### Grupo XII
Grupo integrado por 20 clubes de Coahuila, Nuevo León y Tamaulipas.
| Equipo                     | Ciudad                               | Estadio                        | Capacidad | Club de afiliación | Nombre registrado         |
| -------------------------- | ------------------------------------ | ------------------------------ | --------- | ------------------ | ------------------------- |
| Atlético Allende           | Piedras Negras, Coahuila             | La Madriguera                  | 1000      | –                  | –                         |
| Atlético Altamira          | Altamira, Tamaulipas                 | Lázaro Cárdenas                | 2500      | –                  | –                         |
| Bravos                     | Nuevo Laredo, Tamaulipas             | Unidad Deportiva Benito Juárez | 5000      | –                  | –                         |
| Bucaneros de Matamoros (R) | Matamoros, Tamaulipas                | Pedro Salazar Maldonado        | 3000      | –                  | –                         |
| Cadereyta (*)              | Cadereyta, Nuevo León                | Alfonso Martínez Domínguez     | 100       | –                  | –                         |
| Correcaminos UAT "C" (*)   | Ciudad Victoria, Tamaulipas          | Eugenio Alvizo Porras          | 10000     | Correcaminos UAT   | –                         |
| FCD Bulls de Santiago      | Santiago, Nuevo León                 | El Barrial                     | 570       | FC Dallas          | –                         |
| Gavilanes "B"              | Matamoros, Tamaulipas                | El Hogar                       | 22000     | Gavilanes F.C.     | Ho Gar H Matamoros        |
| Frontera RP                | Río Bravo, Tamaulipas                | Las Liebres                    | 1000      | –                  | –                         |
| Halcones de Saltillo       | Saltillo, Coahuila                   | Olímpico Francisco I. Madero   | 7000      | –                  | San Isidro Laguna         |
| Inter Guadalupe            | Guadalupe, Nuevo León                | CEDEREG                        | 1000      | –                  | Plateados de Cerro Azul   |
| Intocables FC              | Monterrey, Nuevo León                | Ciudad Deportiva Monterrey     | 3000      | –                  | –                         |
| Monterrey "B" (*)          | Santiago, Nuevo León                 | El Barrial                     | 570       | C.F. Monterrey     | –                         |
| Orgullo Surtam             | Tampico, Tamaulipas                  | Unidad Deportiva Tampico       | 1500      | –                  | –                         |
| Real Acuña                 | Ciudad Acuña, Coahuila               | Pista José Eduardo Moreira     | 1000      | –                  | Unión Magdalena Contreras |
| Real San Cosme             | Reynosa, Tamaulipas                  | El Hogar                       | 22000     | –                  | –                         |
| Saltillo Soccer            | Saltillo, Coahuila                   | Olímpico Francisco I. Madero   | 7000      | –                  | –                         |
| San Nicolás                | San Nicolás de los Garza, Nuevo León | Unidad Deportiva Oriente       | 1000      | –                  | –                         |
| Tigres SD (*)              | Zuazua, Nuevo León                   | La Cueva                       | 700       | C.F. Tigres UANL   | –                         |
| Troyanos UDEM              | San Pedro Garza García, Nuevo León   | Universidad de Monterrey       | 1000      | –                  | –                         |

### Grupo XIII
Grupo integrado por diez equipos de los estados de Chihuahua, Coahuila y Sonora.
| Equipo                    | Ciudad                              | Estadio                                  | Capacidad | Club de afiliación   | Nombre registrado |
| ------------------------- | ----------------------------------- | ---------------------------------------- | --------- | -------------------- | ----------------- |
| Cimarrones "C" (*)        | Hermosillo, Sonora                  | Miguel Castro Servín                     | 4000      | Cimarrones de Sonora | –                 |
| Cobras Fut Premier        | Ciudad Juárez, Chihuahua            | 20 de Noviembre                          | 2200      | –                    | –                 |
| FC Juárez "B" (*)         | Ciudad Juárez, Chihuahua            | Complejo de Entrenamiento Bravos         | 500       | F.C. Juárez          | –                 |
| Guaymas FC                | Heroica Guaymas, Sonora             | Unidad Deportiva Julio Alfonso           | 2000      | –                    | –                 |
| Héroes de Caborca         | Caborca, Sonora                     | Fidencio Hernández                       | 3000      | –                    | –                 |
| Huatabampo FC             | Huatabampo, Sonora                  | Unidad Deportiva Baldomero "Melo" Aldama | 1000      | –                    | –                 |
| La Tribu de Ciudad Juárez | Ciudad Juárez, Chihuahua            | 20 de Noviembre                          | 2500      | –                    | –                 |
| Soles de Ciudad Juárez    | Ciudad Juárez, Chihuahua            | 20 de Noviembre                          | 2500      | –                    | –                 |
| Xoloitzcuintles "C" (*)   | Hermosillo, Sonora                  | Miguel Castro Servín                     | 4000      | C. Tijuana           | –                 |
| CF Victoria               | San Pedro de las Colonias, Coahuila | Unidad Deportiva Benito Juárez           | 1000      | –                    | FC Toros          |

## Tablas Generales
Fecha de actualización: 6 de mayo de 2019

### Grupo I
| Pos. | Equipos             | PJ | PG | PE | PP | GF | GC | Dif. | Pts. | Pe | Por  |
| ---- | ------------------- | -- | -- | -- | -- | -- | -- | ---- | ---- | -- | ---- |
| 1.   | Deportiva Venados   | 28 | 23 | 3  | 2  | 82 | 17 | 65   | 73   | 1  | 2.61 |
| 2.   | Inter Playa "B"     | 28 | 19 | 6  | 3  | 61 | 35 | 26   | 69   | 6  | 2.46 |
| 3.   | Cantera Venados     | 28 | 19 | 4  | 5  | 64 | 25 | 39   | 64   | 3  | 2.29 |
| 4.   | Felinos 48          | 28 | 19 | 3  | 6  | 61 | 28 | 33   | 61   | 1  | 2.18 |
| 5.   | Yalmakan "B"        | 28 | 15 | 8  | 5  | 50 | 19 | 31   | 57   | 4  | 2.04 |
| 6.   | Pioneros Júnior     | 28 | 13 | 8  | 7  | 50 | 27 | 23   | 50   | 3  | 1.79 |
| 7.   | Corsarios           | 28 | 12 | 7  | 9  | 37 | 26 | 11   | 45   | 2  | 1.61 |
| 8.   | Cefori Cocodrilos   | 28 | 10 | 7  | 11 | 39 | 40 | -1   | 39   | 2  | 1.39 |
| 9.   | Chetumal            | 28 | 8  | 6  | 14 | 33 | 38 | -5   | 34   | 4  | 1.21 |
| 10.  | Campeche FC         | 28 | 6  | 8  | 14 | 31 | 45 | -14  | 30   | 4  | 1.07 |
| 11.  | Mur FC              | 28 | 8  | 4  | 16 | 24 | 40 | -16  | 30   | 2  | 1.07 |
| 12.  | Dragones de Tabasco | 28 | 5  | 6  | 17 | 24 | 69 | -45  | 24   | 3  | 0.86 |
| 13.  | Carmen FC           | 28 | 5  | 7  | 16 | 27 | 75 | -48  | 24   | 2  | 0.86 |
| 14.  | CEFOR Mérida        | 28 | 5  | 4  | 19 | 25 | 56 | -31  | 22   | 3  | 0.79 |
| 15.  | Delfines Márquez    | 28 | 2  | 1  | 25 | 8  | 77 | -69  | 8    | 1  | 0.29 |

Nota: La cantidad de equipos clasificados a la fase final puede variar dependiendo del número de equipos por grupo. Los equipos pueden no clasificar por incumplimiento a reglamento o falta de pagos.
|  | Clasificado para la Fase Final Etapa 1 como líder de grupo. |
|  | Clasificado para la Fase Final Etapa 1.                     |
|  | Clasificado para la Liguilla de Filiales.                   |
|  | Último de Grupo.                                            |

### Grupo II
| Pos. | Equipos                         | PJ | PG | PE | PP | GF | GC  | Dif. | Pts. | Pe | Por  |
| ---- | ------------------------------- | -- | -- | -- | -- | -- | --- | ---- | ---- | -- | ---- |
| 1.   | Club Alpha                      | 30 | 22 | 5  | 3  | 60 | 18  | 42   | 76   | 5  | 2.53 |
| 2.   | Universidad del Golfo de México | 30 | 22 | 3  | 5  | 75 | 24  | 51   | 71   | 2  | 2.37 |
| 3.   | Albinegros "B"                  | 30 | 20 | 5  | 5  | 77 | 25  | 52   | 67   | 2  | 2.23 |
| 4.   | Poza Rica                       | 30 | 19 | 4  | 7  | 72 | 34  | 38   | 63   | 2  | 2.10 |
| 5.   | SEP Puebla                      | 30 | 18 | 5  | 7  | 77 | 39  | 38   | 62   | 3  | 2.07 |
| 6.   | Lobos Chapultepec SAI           | 30 | 14 | 8  | 8  | 52 | 40  | 12   | 54   | 4  | 1.80 |
| 7.   | Delfines UGM                    | 30 | 13 | 8  | 9  | 66 | 44  | 22   | 52   | 5  | 1.73 |
| 8.   | Deportivo Camelia               | 30 | 11 | 10 | 9  | 52 | 50  | 2    | 46   | 3  | 1.53 |
| 9.   | Los Ángeles                     | 30 | 9  | 9  | 12 | 51 | 50  | 1    | 42   | 6  | 1.40 |
| 10.  | Tehuacán                        | 30 | 7  | 12 | 11 | 48 | 53  | -5   | 39   | 6  | 1.31 |
| 11.  | Papanes de Papantla             | 30 | 10 | 3  | 17 | 51 | 65  | -14  | 36   | 3  | 1.20 |
| 12.  | Reales de Puebla                | 30 | 9  | 4  | 17 | 35 | 57  | -22  | 31   | 0  | 1.03 |
| 13.  | Sultanes de Tamazunchale        | 30 | 7  | 4  | 19 | 29 | 86  | -57  | 26   | 1  | 0.87 |
| 14.  | Piratas de Alvarado             | 30 | 4  | 8  | 18 | 34 | 70  | -36  | 22   | 2  | 0.73 |
| 15.  | Star Club                       | 30 | 5  | 5  | 20 | 29 | 67  | -38  | 22   | 2  | 0.73 |
| 16.  | Chileros XL                     | 30 | 3  | 1  | 26 | 16 | 101 | -85  | 10   | 0  | 0.33 |

Nota: La cantidad de equipos clasificados a la fase final puede variar dependiendo del número de equipos por grupo. Los equipos pueden no clasificar por incumplimiento a reglamento o falta de pagos.
|  | Clasificado para la Fase Final Etapa 1 como líder de grupo. |
|  | Clasificado para la Fase Final Etapa 1.                     |
|  | Clasificado para la Liguilla de Filiales.                   |
|  | Último de Grupo.                                            |

### Grupo III
| Pos. | Equipos                | PJ | PG | PE | PP | GF | GC | Dif. | Pts. | Pe | Por  |
| ---- | ---------------------- | -- | -- | -- | -- | -- | -- | ---- | ---- | -- | ---- |
| 1.   | Córdoba FC             | 28 | 16 | 8  | 4  | 57 | 22 | 35   | 60   | 4  | 2.14 |
| 2.   | Chapulineros de Oaxaca | 28 | 13 | 10 | 5  | 54 | 32 | 22   | 55   | 6  | 1.96 |
| 3.   | Alebrijes "B"          | 28 | 17 | 3  | 8  | 53 | 37 | 16   | 55   | 1  | 1.96 |
| 4.   | Cruz Azul Lagunas      | 28 | 14 | 8  | 6  | 47 | 26 | 21   | 54   | 4  | 1.93 |
| 5.   | Atlético Isla          | 28 | 16 | 4  | 8  | 42 | 31 | 11   | 53   | 1  | 1.89 |
| 6.   | FC Sozca               | 28 | 11 | 7  | 10 | 35 | 27 | 8    | 46   | 6  | 1.64 |
| 7.   | Porteños FC            | 28 | 10 | 9  | 9  | 53 | 47 | 6    | 44   | 5  | 1.57 |
| 8.   | Conejos de Tuxtepec    | 28 | 10 | 8  | 10 | 38 | 39 | -1   | 43   | 5  | 1.56 |
| 9.   | Toros Real Xalapa      | 28 | 11 | 5  | 12 | 44 | 40 | 4    | 40   | 2  | 1.42 |
| 10.  | Tenguayacos de Malpaso | 28 | 12 | 3  | 13 | 32 | 46 | -14  | 40   | 1  | 1.42 |
| 11.  | Cafetaleros "B"        | 28 | 7  | 9  | 12 | 33 | 52 | -19  | 34   | 4  | 1.21 |
| 12.  | Bravos Caballeros      | 28 | 8  | 6  | 14 | 23 | 38 | -15  | 33   | 2  | 1.18 |
| 13.  | Atlético Ixtepec       | 28 | 7  | 6  | 15 | 28 | 44 | -16  | 29   | 2  | 1.04 |
| 14.  | Deportivo Tehuantepec  | 28 | 6  | 6  | 16 | 36 | 59 | -23  | 27   | 3  | 0.96 |
| 15.  | Atlético Boca del Río  | 28 | 3  | 6  | 19 | 33 | 68 | -35  | 17   | 2  | 0.61 |

Nota: La cantidad de equipos clasificados a la fase final puede variar dependiendo del número de equipos por grupo. Los equipos pueden no clasificar por incumplimiento a reglamento o falta de pagos.
|  | Clasificado para la Fase Final Etapa 1 como líder de grupo. |
|  | Clasificado para la Fase Final Etapa 1.                     |
|  | Clasificado para la Liguilla de Filiales.                   |
|  | Último de Grupo.                                            |

### Grupo IV
| Pos. | Equipos                     | PJ | PG | PE | PP | GF  | GC  | Dif. | Pts. | Pe | Por  |
| ---- | --------------------------- | -- | -- | -- | -- | --- | --- | ---- | ---- | -- | ---- |
| 1.   | Pumas UNAM "C"              | 38 | 31 | 4  | 3  | 119 | 24  | 95   | 101  | 4  | 2.66 |
| 2.   | Ángeles de la Ciudad        | 38 | 25 | 7  | 6  | 84  | 29  | 55   | 87   | 5  | 2.29 |
| 3.   | AEM                         | 38 | 25 | 6  | 7  | 102 | 30  | 72   | 82   | 1  | 2.16 |
| 4.   | Club Carsaf                 | 38 | 22 | 10 | 6  | 90  | 47  | 43   | 82   | 6  | 2.16 |
| 5.   | Aragón FC                   | 38 | 23 | 8  | 7  | 112 | 36  | 76   | 81   | 4  | 2.13 |
| 6.   | Chilangos FC                | 38 | 20 | 11 | 7  | 73  | 39  | 34   | 76   | 5  | 2.03 |
| 7.   | Marina "B"                  | 38 | 18 | 11 | 9  | 65  | 40  | 25   | 71   | 6  | 1.87 |
| 8.   | Sangre de Campeón           | 38 | 21 | 5  | 12 | 80  | 44  | 36   | 70   | 2  | 1.84 |
| 9.   | Álamos                      | 38 | 19 | 7  | 12 | 73  | 50  | 23   | 68   | 4  | 1.79 |
| 10.  | Halcones Zúñiga             | 38 | 20 | 1  | 17 | 65  | 65  | 0    | 61   | 0  | 1.61 |
| 11.  | Proyecto Nuevo Chimalhuacán | 38 | 13 | 11 | 14 | 43  | 56  | -13  | 56   | 6  | 1.47 |
| 12.  | Atlante "B"                 | 38 | 15 | 9  | 14 | 67  | 62  | 5    | 55   | 1  | 1.45 |
| 13.  | Aztecas AMF Soccer          | 38 | 14 | 5  | 19 | 55  | 84  | -29  | 50   | 3  | 1.32 |
| 14.  | Águilas de Teotihuacán      | 38 | 12 | 7  | 19 | 47  | 63  | -16  | 46   | 3  | 1.21 |
| 15.  | San José del Arenal         | 38 | 5  | 10 | 23 | 27  | 77  | -50  | 28   | 3  | 0.74 |
| 16.  | Guerreros Aztecas           | 38 | 6  | 6  | 26 | 35  | 122 | -87  | 28   | 4  | 0.74 |
| 17.  | FC Politécnico              | 38 | 4  | 8  | 26 | 35  | 102 | -67  | 27   | 7  | 0.71 |
| 18.  | CEFOR Águilas               | 38 | 6  | 6  | 26 | 29  | 97  | -68  | 27   | 3  | 0.71 |
| 19.  | Leopardos                   | 38 | 2  | 13 | 23 | 16  | 66  | -50  | 25   | 6  | 0.66 |
| 20.  | Novillos Neza               | 38 | 2  | 9  | 27 | 15  | 99  | -84  | 18   | 3  | 0.47 |

Nota: La cantidad de equipos clasificados a la fase final puede variar dependiendo del número de equipos por grupo. Los equipos pueden no clasificar por incumplimiento a reglamento o falta de pagos.
|  | Clasificado para la Fase Final Etapa 1 como líder de grupo. |
|  | Clasificado para la Fase Final Etapa 1.                     |
|  | Clasificado para la Liguilla de Filiales.                   |
|  | Último de Grupo.                                            |

### Grupo V
| Pos. | Equipos                     | PJ | PG | PE | PP | GF | GC | Dif. | Pts. | Pe | Por  |
| ---- | --------------------------- | -- | -- | -- | -- | -- | -- | ---- | ---- | -- | ---- |
| 1.   | Héroes de Zaci              | 30 | 20 | 7  | 3  | 68 | 21 | 47   | 69   | 2  | 2.30 |
| 2.   | Diablos Valle de Bravo      | 30 | 19 | 7  | 4  | 55 | 18 | 37   | 67   | 3  | 2.23 |
| 3.   | Fuerza Mazahua              | 30 | 17 | 10 | 3  | 48 | 14 | 34   | 67   | 6  | 2.23 |
| 4.   | Histeria CDH                | 30 | 19 | 5  | 6  | 58 | 27 | 31   | 65   | 3  | 2.17 |
| 5.   | Potros UAEM "B"             | 30 | 18 | 7  | 5  | 64 | 24 | 40   | 64   | 3  | 2.13 |
| 6.   | Deportivo Metepec           | 30 | 16 | 5  | 9  | 55 | 38 | 17   | 54   | 1  | 1.80 |
| 7.   | Tejupilco                   | 30 | 12 | 12 | 6  | 53 | 42 | 11   | 54   | 6  | 1.80 |
| 8.   | Estudiantes de Atlacomulco  | 30 | 11 | 9  | 10 | 47 | 39 | 8    | 49   | 7  | 1.63 |
| 9.   | Cuervos Silver Soccer       | 30 | 11 | 11 | 8  | 43 | 40 | 3    | 49   | 5  | 1.63 |
| 10.  | Escuela de Alto Rendimiento | 30 | 14 | 3  | 13 | 59 | 41 | 18   | 46   | 1  | 1.53 |
| 11.  | Azucareros de Tezonapa      | 30 | 9  | 5  | 16 | 44 | 76 | -32  | 33   | 1  | 1.10 |
| 12.  | Leones de Lomar             | 30 | 6  | 5  | 19 | 23 | 64 | -41  | 28   | 5  | 0.93 |
| 13.  | Reboceros de Tenancingo     | 30 | 6  | 3  | 21 | 30 | 60 | -30  | 22   | 1  | 0.73 |
| 14.  | Halcones de Rayón           | 30 | 4  | 7  | 19 | 28 | 72 | -44  | 22   | 3  | 0.73 |
| 15.  | Santa Rosa                  | 30 | 4  | 5  | 21 | 20 | 52 | -32  | 21   | 4  | 0.70 |
| 16.  | Futcenter                   | 30 | 2  | 3  | 25 | 16 | 85 | -67  | 9    | 0  | 0.30 |

Nota: La cantidad de equipos clasificados a la fase final puede variar dependiendo del número de equipos por grupo. Los equipos pueden no clasificar por incumplimiento a reglamento o falta de pagos.
|  | Clasificado para la Fase Final Etapa 1 como líder de grupo. |
|  | Clasificado para la Fase Final Etapa 1.                     |
|  | Clasificado para la Liguilla de Filiales.                   |
|  | Último de Grupo.                                            |

### Grupo VI
| Pos. | Equipos                      | PJ | PG | PE | PP | GF | GC  | Dif. | Pts. | Pe | Por  |
| ---- | ---------------------------- | -- | -- | -- | -- | -- | --- | ---- | ---- | -- | ---- |
| 1.   | Rafe Sport                   | 33 | 20 | 7  | 6  | 87 | 44  | 43   | 73   | 6  | 2.21 |
| 2.   | Selva Cañera                 | 33 | 21 | 5  | 7  | 67 | 29  | 36   | 69   | 1  | 2.09 |
| 3.   | Atlético Cuernavaca          | 33 | 19 | 9  | 5  | 66 | 24  | 42   | 67   | 1  | 2.03 |
| 4.   | Chilpancingo                 | 33 | 16 | 9  | 8  | 56 | 41  | 15   | 64   | 7  | 1.94 |
| 5.   | Águilas UAGro                | 33 | 18 | 6  | 9  | 85 | 41  | 44   | 62   | 2  | 1.88 |
| 6.   | Guerreros Pericúes           | 33 | 15 | 9  | 9  | 66 | 30  | 36   | 58   | 4  | 1.76 |
| 7.   | Iguala F.C.                  | 33 | 16 | 5  | 12 | 80 | 56  | 24   | 56   | 3  | 1.70 |
| 8.   | Lobos BUAP "B"               | 33 | 13 | 9  | 11 | 46 | 37  | 9    | 53   | 5  | 1.61 |
| 9.   | Acapulco FC                  | 33 | 9  | 5  | 19 | 57 | 76  | -19  | 35   | 3  | 1.06 |
| 10.  | Alacranes de Puente de Ixtla | 33 | 6  | 5  | 22 | 27 | 88  | -61  | 25   | 2  | 0.76 |
| 11.  | Guerreros                    | 33 | 3  | 8  | 22 | 17 | 84  | -67  | 21   | 4  | 0.64 |
| 12.  | Jardon JFS Yautepec          | 33 | 1  | 5  | 27 | 15 | 117 | -102 | 11   | 3  | 0.33 |

Nota: La cantidad de equipos clasificados a la fase final puede variar dependiendo del número de equipos por grupo. Los equipos pueden no clasificar por incumplimiento a reglamento o falta de pagos.
|  | Clasificado para la Fase Final Etapa 1 como líder de grupo. |
|  | Clasificado para la Fase Final Etapa 1.                     |
|  | Clasificado para la Liguilla de Filiales.                   |
|  | Último de Grupo.                                            |

### Grupo VII
| Pos. | Equipos                            | PJ | PG | PE | PP | GF  | GC  | Dif. | Pts. | Pe | Por  |
| ---- | ---------------------------------- | -- | -- | -- | -- | --- | --- | ---- | ---- | -- | ---- |
| 1.   | Tuzos Pachuca                      | 32 | 25 | 6  | 1  | 107 | 20  | 87   | 84   | 3  | 2.63 |
| 2.   | Unión Acolman                      | 32 | 21 | 5  | 6  | 90  | 35  | 55   | 73   | 5  | 2.28 |
| 3.   | Cefor Cuauhtémoc Blanco            | 32 | 22 | 5  | 5  | 81  | 40  | 41   | 73   | 2  | 2.28 |
| 4.   | Faraones Texcoco                   | 32 | 20 | 8  | 4  | 80  | 24  | 56   | 72   | 4  | 2.25 |
| 5.   | Club Hidalguense                   | 32 | 18 | 5  | 9  | 71  | 29  | 42   | 62   | 3  | 1.94 |
| 6.   | Universidad del Fútbol             | 32 | 15 | 11 | 6  | 62  | 24  | 38   | 62   | 6  | 1.94 |
| 7.   | Promodep Central                   | 32 | 16 | 5  | 11 | 63  | 55  | 8    | 56   | 3  | 1.75 |
| 8.   | Sk Sport Street Soccer             | 32 | 13 | 10 | 9  | 43  | 28  | 15   | 53   | 4  | 1.66 |
| 9.   | Pato Baeza                         | 32 | 15 | 6  | 11 | 60  | 46  | 14   | 53   | 2  | 1.66 |
| 10.  | Halcones Negros                    | 32 | 15 | 6  | 11 | 53  | 48  | 5    | 53   | 2  | 1.66 |
| 11.  | Cuervos Blancos                    | 32 | 9  | 3  | 20 | 36  | 76  | -39  | 32   | 2  | 1.00 |
| 12.  | Texcoco                            | 32 | 7  | 6  | 19 | 42  | 82  | -40  | 30   | 3  | 0.94 |
| 13.  | Ciervos "B"                        | 32 | 7  | 3  | 22 | 43  | 88  | -45  | 26   | 2  | 0.81 |
| 14.  | FC Cuemanco                        | 32 | 8  | 1  | 23 | 27  | 83  | -56  | 25   | 0  | 0.78 |
| 15.  | Deportivo Independiente Mexiquense | 32 | 5  | 5  | 22 | 27  | 88  | -61  | 23   | 3  | 0.71 |
| 16.  | Cefor Chaco Giménez                | 32 | 6  | 3  | 23 | 28  | 76  | -48  | 22   | 1  | 0.69 |
| 17.  | C.D. Matamoros                     | 32 | 5  | 2  | 25 | 30  | 102 | -72  | 17   | 0  | 0.53 |

Nota: La cantidad de equipos clasificados a la fase final puede variar dependiendo del número de equipos por grupo. Los equipos pueden no clasificar por incumplimiento a reglamento o falta de pagos.
|  | Clasificado para la Fase Final Etapa 1 como líder de grupo. |
|  | Clasificado para la Fase Final Etapa 1.                     |
|  | Clasificado para la Liguilla de Filiales.                   |
|  | Último de Grupo.                                            |

### Grupo VIII
| Pos. | Equipos                       | PJ | PG | PE | PP | GF  | GC  | Dif. | Pts. | Pe | Por  |
| ---- | ----------------------------- | -- | -- | -- | -- | --- | --- | ---- | ---- | -- | ---- |
| 1.   | Aguacateros CDU Uruapan       | 36 | 32 | 4  | 0  | 116 | 18  | 98   | 101  | 1  | 2.81 |
| 2.   | Lobos ITECA                   | 36 | 19 | 10 | 7  | 66  | 38  | 28   | 73   | 6  | 2.03 |
| 3.   | Cocodrilos FC Lázaro Cárdenas | 36 | 19 | 9  | 8  | 76  | 37  | 39   | 72   | 6  | 2.00 |
| 4.   | Real Zamora "B"               | 36 | 20 | 6  | 10 | 67  | 43  | 24   | 69   | 3  | 1.92 |
| 5.   | Sahuayo "B"                   | 36 | 21 | 4  | 11 | 58  | 37  | 21   | 68   | 1  | 1.89 |
| 6.   | Celaya "C"                    | 36 | 16 | 12 | 8  | 55  | 28  | 27   | 66   | 6  | 1.83 |
| 7.   | Valle FC                      | 36 | 20 | 5  | 11 | 59  | 39  | 20   | 66   | 1  | 1.83 |
| 8.   | Delfines de Abasolo           | 36 | 20 | 4  | 12 | 75  | 47  | 28   | 65   | 1  | 1.81 |
| 9.   | Guerreros Tzacapu             | 36 | 15 | 9  | 12 | 65  | 44  | 21   | 60   | 6  | 1.67 |
| 10.  | Atlético Valladolid           | 36 | 14 | 11 | 11 | 63  | 44  | 19   | 59   | 5  | 1.64 |
| 11.  | La Piedad "B"                 | 36 | 15 | 7  | 14 | 55  | 53  | 2    | 55   | 3  | 1.53 |
| 12.  | Querétaro "B"                 | 36 | 14 | 8  | 14 | 61  | 60  | 1    | 54   | 4  | 1.50 |
| 13.  | Salamanca FC                  | 36 | 12 | 10 | 14 | 54  | 43  | 11   | 48   | 2  | 1.33 |
| 14.  | Iguanas FC                    | 36 | 7  | 10 | 19 | 38  | 75  | -37  | 36   | 5  | 1.00 |
| 15.  | Libertadores FC               | 36 | 8  | 5  | 23 | 39  | 83  | -44  | 31   | 2  | 0.89 |
| 16.  | Deportivo Soria FC            | 36 | 8  | 5  | 23 | 47  | 95  | -48  | 30   | 1  | 0.83 |
| 17.  | Real Querétaro                | 36 | 6  | 6  | 24 | 36  | 103 | -67  | 28   | 4  | 0.78 |
| 18.  | Titanes de Querétaro          | 36 | 6  | 4  | 26 | 32  | 88  | -56  | 26   | 4  | 0.72 |
| 19.  | Guerreros Morelia             | 36 | 4  | 3  | 29 | 37  | 124 | -87  | 17   | 2  | 0.47 |

Nota: La cantidad de equipos clasificados a la fase final puede variar dependiendo del número de equipos por grupo. Los equipos pueden no clasificar por incumplimiento a reglamento o falta de pagos.
|  | Clasificado para la Fase Final Etapa 1 como líder de grupo. |
|  | Clasificado para la Fase Final Etapa 1.                     |
|  | Clasificado para la Liguilla de Filiales.                   |
|  | Último de Grupo.                                            |

### Grupo IX
| Pos. | Equipos                  | PJ | PG | PE | PP | GF  | GC  | Dif. | Pts. | Pe | Por  |
| ---- | ------------------------ | -- | -- | -- | -- | --- | --- | ---- | ---- | -- | ---- |
| 1.   | Atlético San Francisco   | 36 | 30 | 4  | 2  | 122 | 20  | 102  | 97   | 3  | 2.69 |
| 2.   | Mineros de Zacatecas "C" | 36 | 29 | 3  | 4  | 101 | 29  | 72   | 92   | 2  | 2.56 |
| 3.   | UAZ "B"                  | 36 | 27 | 4  | 5  | 82  | 28  | 54   | 87   | 2  | 2.42 |
| 4.   | Atlético de San Luis "B" | 36 | 26 | 3  | 7  | 120 | 32  | 88   | 84   | 3  | 2.33 |
| 5.   | Tancredi Affa FC         | 36 | 22 | 5  | 9  | 81  | 36  | 45   | 72   | 1  | 2.00 |
| 6.   | Mineros de Fresnillo "B" | 36 | 18 | 9  | 9  | 80  | 46  | 34   | 68   | 5  | 1.89 |
| 7.   | Atlético Leonés          | 36 | 19 | 5  | 12 | 77  | 56  | 21   | 64   | 2  | 1.78 |
| 8.   | Unión León               | 36 | 16 | 5  | 15 | 75  | 60  | 15   | 57   | 4  | 1.58 |
| 9.   | San Pancho FC            | 36 | 15 | 8  | 13 | 50  | 48  | 2    | 57   | 4  | 1.58 |
| 10.  | Atlético ECCA            | 36 | 14 | 6  | 16 | 74  | 65  | 9    | 49   | 1  | 1.36 |
| 11.  | Durango "B"              | 36 | 12 | 8  | 16 | 53  | 51  | 2    | 49   | 5  | 1.36 |
| 12.  | U. de G. Lagos de Moreno | 36 | 12 | 6  | 18 | 62  | 86  | -24  | 44   | 2  | 1.22 |
| 13.  | Real Magarí              | 36 | 12 | 5  | 19 | 42  | 64  | -22  | 43   | 2  | 1.19 |
| 14.  | Alcaldes de Lagos        | 36 | 12 | 3  | 21 | 47  | 82  | -35  | 40   | 1  | 1.11 |
| 15.  | Cabezas Rojas            | 35 | 6  | 7  | 22 | 29  | 82  | -53  | 28   | 2  | 0.80 |
| 16.  | Frailes de Jerez         | 36 | 7  | 3  | 26 | 35  | 103 | -68  | 26   | 2  | 0.72 |
| 17.  | León Independiente       | 35 | 6  | 3  | 26 | 28  | 105 | -77  | 22   | 2  | 0.63 |
| 18.  | Real Olmeca Colotlán     | 36 | 6  | 3  | 27 | 31  | 114 | -83  | 22   | 1  | 0.61 |
| 19.  | Tlajomulco FC            | 36 | 5  | 4  | 27 | 31  | 113 | -82  | 21   | 2  | 0.58 |

Nota: La cantidad de equipos clasificados a la fase final puede variar dependiendo del número de equipos por grupo. Los equipos pueden no clasificar por incumplimiento a reglamento o falta de pagos.
|  | Clasificado para la Fase Final Etapa 1 como líder de grupo. |
|  | Clasificado para la Fase Final Etapa 1.                     |
|  | Clasificado para la Liguilla de Filiales.                   |
|  | Último de Grupo.                                            |

### Grupo X
| Pos. | Equipos                   | PJ | PG | PE | PP | GF | GC  | Dif. | Pts. | Pe | Por  |
| ---- | ------------------------- | -- | -- | -- | -- | -- | --- | ---- | ---- | -- | ---- |
| 1.   | Deportivo Cafessa "B"     | 38 | 24 | 8  | 6  | 83 | 40  | 43   | 84   | 4  | 2.21 |
| 2.   | Atlético Tecomán          | 38 | 20 | 12 | 6  | 80 | 39  | 41   | 82   | 10 | 2.16 |
| 3.   | Gorilas de Juanacatlán    | 38 | 23 | 8  | 7  | 87 | 40  | 47   | 81   | 4  | 2.11 |
| 4.   | Escuela de Fútbol Chivas  | 38 | 20 | 11 | 7  | 59 | 35  | 24   | 78   | 7  | 2.05 |
| 5.   | Acatlán FC                | 38 | 19 | 10 | 9  | 65 | 43  | 22   | 74   | 7  | 1.95 |
| 6.   | Tapatíos Soccer           | 38 | 17 | 11 | 10 | 64 | 46  | 18   | 68   | 6  | 1.79 |
| 7.   | Leones Negros "C"         | 38 | 17 | 9  | 12 | 71 | 43  | 28   | 64   | 4  | 1.68 |
| 8.   | Rojos de Colima           | 38 | 14 | 12 | 12 | 61 | 50  | 11   | 61   | 7  | 1.61 |
| 9.   | Aves Blancas              | 38 | 16 | 6  | 16 | 52 | 44  | 8    | 57   | 3  | 1.50 |
| 10.  | Mulos del CD Oro          | 38 | 13 | 12 | 13 | 54 | 53  | 1    | 57   | 6  | 1.50 |
| 11.  | Gallos Viejos             | 38 | 15 | 9  | 14 | 54 | 62  | -8   | 54   | 0  | 1.42 |
| 12.  | Textileros de Zapotlanejo | 38 | 14 | 9  | 16 | 45 | 42  | 3    | 53   | 3  | 1.40 |
| 13.  | Deportivo Salcido         | 38 | 14 | 7  | 17 | 48 | 61  | -13  | 53   | 4  | 1.40 |
| 14.  | Tepatitlán "B"            | 38 | 15 | 5  | 18 | 59 | 68  | -9   | 52   | 2  | 1.37 |
| 15.  | Catedráticos Elite        | 38 | 10 | 12 | 16 | 41 | 57  | -16  | 50   | 8  | 1.32 |
| 16.  | Real Ánimas Sayula        | 38 | 12 | 9  | 17 | 49 | 55  | -6   | 49   | 4  | 1.28 |
| 17.  | Charales de Chapala       | 38 | 11 | 8  | 19 | 45 | 64  | -19  | 44   | 3  | 1.16 |
| 18.  | Nacional Palmac           | 38 | 5  | 12 | 21 | 35 | 75  | -40  | 33   | 6  | 0.87 |
| 19.  | Tornados Tlaquepaque      | 38 | 7  | 8  | 23 | 36 | 72  | -36  | 32   | 3  | 0.84 |
| 20.  | CEFO-ALR                  | 38 | 3  | 5  | 30 | 19 | 118 | -99  | 14   | 0  | 0.37 |

Nota: La cantidad de equipos clasificados a la fase final puede variar dependiendo del número de equipos por grupo. Los equipos pueden no clasificar por incumplimiento a reglamento o falta de pagos.
|  | Clasificado para la Fase Final Etapa 1 como líder de grupo. |
|  | Clasificado para la Fase Final Etapa 1.                     |
|  | Clasificado para la Liguilla de Filiales.                   |
|  | Último de Grupo.                                            |

### Grupo XI
| Pos. | Equipos                  | PJ | PG | PE | PP | GF | GC | Dif. | Pts. | Pe | Por  |
| ---- | ------------------------ | -- | -- | -- | -- | -- | -- | ---- | ---- | -- | ---- |
| 1.   | Atlas "B"                | 28 | 18 | 7  | 3  | 70 | 18 | 52   | 67   | 6  | 2.39 |
| 2.   | Guadalajara "C"          | 28 | 17 | 8  | 3  | 68 | 26 | 42   | 62   | 3  | 2.21 |
| 3.   | CEFUT                    | 28 | 17 | 7  | 4  | 54 | 25 | 29   | 60   | 2  | 2.14 |
| 4.   | Mazorqueros F.C.         | 28 | 17 | 6  | 5  | 56 | 28 | 28   | 60   | 3  | 2.14 |
| 5.   | Xalisco FC               | 28 | 15 | 7  | 6  | 53 | 21 | 32   | 58   | 6  | 2.07 |
| 6.   | Camaroneros de Escuinapa | 28 | 13 | 7  | 8  | 37 | 30 | 7    | 49   | 3  | 1.75 |
| 7.   | Tecos "B"                | 28 | 11 | 8  | 9  | 43 | 30 | 13   | 48   | 7  | 1.71 |
| 8.   | Águilas UAS              | 28 | 11 | 7  | 10 | 47 | 44 | 3    | 45   | 5  | 1.61 |
| 9.   | Sufacen Tepic            | 28 | 13 | 2  | 13 | 69 | 51 | 18   | 41   | 0  | 1.46 |
| 10.  | Volcanes de Colima       | 28 | 8  | 7  | 13 | 40 | 63 | -23  | 31   | 0  | 1.11 |
| 11.  | Deportivo Cimagol        | 28 | 9  | 3  | 16 | 39 | 63 | -24  | 31   | 1  | 1.11 |
| 12.  | Dorados "C"              | 28 | 7  | 5  | 16 | 31 | 41 | -10  | 29   | 3  | 1.04 |
| 13.  | Real Bajío               | 28 | 5  | 8  | 15 | 32 | 58 | -26  | 25   | 2  | 0.89 |
| 14.  | Juventud U               | 28 | 2  | 5  | 21 | 12 | 74 | -62  | 13   | 2  | 0.46 |
| 15.  | Autlán F.C.              | 28 | 3  | 1  | 24 | 14 | 93 | -79  | 11   | 1  | 0.39 |

Nota: La cantidad de equipos clasificados a la fase final puede variar dependiendo del número de equipos por grupo. Los equipos pueden no clasificar por incumplimiento a reglamento o falta de pagos.
|  | Clasificado para la Fase Final Etapa 1 como líder de grupo. |
|  | Clasificado para la Fase Final Etapa 1.                     |
|  | Clasificado para la Liguilla de Filiales.                   |
|  | Último de Grupo.                                            |

### Grupo XII
| Pos. | Equipos                | PJ | PG | PE | PP | GF  | GC  | Dif. | Pts. | Pe | Por  |
| ---- | ---------------------- | -- | -- | -- | -- | --- | --- | ---- | ---- | -- | ---- |
| 1.   | Monterrey "B"          | 36 | 26 | 4  | 6  | 93  | 30  | 63   | 86   | 4  | 2.39 |
| 2.   | Gavilanes "B"          | 36 | 22 | 9  | 5  | 74  | 34  | 40   | 83   | 8  | 2.31 |
| 3.   | Correcaminos "C"       | 36 | 23 | 5  | 8  | 102 | 30  | 72   | 75   | 1  | 2.08 |
| 4.   | Saltillo Soccer        | 36 | 23 | 4  | 9  | 104 | 29  | 75   | 74   | 1  | 2.06 |
| 5.   | Orgullo Surtam         | 36 | 20 | 9  | 7  | 85  | 41  | 44   | 73   | 4  | 2.03 |
| 6.   | Tigres SD              | 36 | 21 | 7  | 8  | 71  | 32  | 39   | 73   | 3  | 2.03 |
| 7.   | Intocables FC          | 36 | 18 | 10 | 8  | 66  | 29  | 37   | 72   | 8  | 2.00 |
| 8.   | FCD Bulls de Santiago  | 35 | 18 | 11 | 6  | 72  | 42  | 30   | 71   | 5  | 2.03 |
| 9.   | Atlético Altamira      | 36 | 16 | 8  | 12 | 72  | 55  | 17   | 57   | 1  | 1.58 |
| 10.  | Troyanos UDEM          | 36 | 13 | 12 | 11 | 66  | 45  | 21   | 56   | 5  | 1.56 |
| 11.  | Bravos                 | 36 | 15 | 6  | 15 | 81  | 58  | 23   | 54   | 3  | 1.50 |
| 12.  | Frontera RP            | 36 | 10 | 9  | 17 | 42  | 50  | -8   | 45   | 6  | 1.25 |
| 13.  | San Nicolás            | 36 | 9  | 8  | 19 | 50  | 86  | -36  | 39   | 4  | 1.08 |
| 14.  | Real Acuña             | 36 | 8  | 11 | 17 | 51  | 98  | -47  | 39   | 4  | 1.08 |
| 15.  | Cadereyta FC           | 36 | 7  | 10 | 19 | 36  | 91  | -55  | 36   | 5  | 1.00 |
| 16.  | Halcones de Saltillo   | 36 | 8  | 3  | 25 | 46  | 79  | -33  | 28   | 1  | 0.78 |
| 17.  | Atlético Allende       | 36 | 6  | 5  | 25 | 39  | 127 | -88  | 26   | 3  | 0.72 |
| 18.  | Inter Guadalupe        | 36 | 4  | 6  | 26 | 26  | 106 | -80  | 20   | 2  | 0.56 |
| 19.  | Real San Cosme         | 35 | 4  | 3  | 28 | 27  | 141 | -114 | 15   | 0  | 0.43 |
| x.   | Bucaneros de Matamoros | 0  | 0  | 0  | 0  | 0   | 0   | 0    | 0    | 0  | 0.00 |

Nota: La cantidad de equipos clasificados a la fase final puede variar dependiendo del número de equipos por grupo. Los equipos pueden no clasificar por incumplimiento a reglamento o falta de pagos.
|  | Clasificado para la Fase Final Etapa 1 como líder de grupo. |
|  | Clasificado para la Fase Final Etapa 1.                     |
|  | Clasificado para la Liguilla de Filiales.                   |
|  | Último de Grupo.                                            |

### Grupo XIII
| Pos. | Equipos                   | PJ | PG | PE | PP | GF | GC | Dif. | Pts. | Pe | Por  |
| ---- | ------------------------- | -- | -- | -- | -- | -- | -- | ---- | ---- | -- | ---- |
| 1.   | FC Juárez "B"             | 22 | 18 | 4  | 0  | 56 | 14 | 42   | 60   | 2  | 2.73 |
| 2.   | Xoloitzcuintles "B"       | 22 | 12 | 7  | 3  | 42 | 26 | 16   | 45   | 3  | 2.05 |
| 3.   | Soles de Ciudad Juárez    | 22 | 12 | 4  | 6  | 54 | 27 | 27   | 43   | 3  | 1.96 |
| 4.   | Huatabampo FC             | 22 | 9  | 6  | 7  | 45 | 29 | 16   | 35   | 2  | 1.59 |
| 5.   | La Tribu de Ciudad Juárez | 22 | 9  | 4  | 9  | 40 | 30 | 10   | 34   | 3  | 1.55 |
| 6.   | Guaymas FC                | 22 | 9  | 4  | 9  | 35 | 30 | 5    | 32   | 1  | 1.46 |
| 7.   | CF Victoria               | 22 | 7  | 6  | 9  | 26 | 32 | -6   | 30   | 3  | 1.36 |
| 8.   | Cimarrones "C"            | 22 | 6  | 6  | 10 | 26 | 34 | -8   | 28   | 3  | 1.27 |
| 9.   | Héroes de Caborca         | 22 | 2  | 3  | 17 | 15 | 77 | -62  | 12   | 3  | 0.55 |
| 10.  | Cobras Fut Premier        | 22 | 2  | 4  | 16 | 15 | 55 | -40  | 11   | 1  | 0.50 |

Nota: La cantidad de equipos clasificados a la fase final puede variar dependiendo del número de equipos por grupo. Los equipos pueden no clasificar por incumplimiento a reglamento o falta de pagos.
|  | Clasificado para la Fase Final Etapa 1 como líder de grupo. |
|  | Clasificado para la Fase Final Etapa 1.                     |
|  | Clasificado para la Liguilla de Filiales.                   |
|  | Último de Grupo.                                            |

## Liguilla de Ascenso
La liguilla de Ascenso constará de siete fases. Clasifican 64 equipos, el número varía de acuerdo con la cantidad de equipos integrantes de cada grupo, estando entre tres y seis clubes por sector. El país se dividirá en dos zonas: Zona 1 (Grupos del I al VII) y Zona 2 (Grupos VIII al XIII). Se celebrarán eliminatorias de acuerdo al promedio obtenido por cada conjunto, siendo ordenados del mejor al peor por su porcentaje a lo largo de la temporada.

### Treintadosavos de final

#### Zona Sur
| Equipo 1                | Agr.           | Equipo 2               | Ida | Vuelta |
| ----------------------- | -------------- | ---------------------- | --- | ------ |
| Tuzos Pachuca           | 2–0            | Marina "B"             | 1–0 | 1–0    |
| Deportiva Venados       | 2–2 (3–4) (p.) | Atlético Isla          | 1–1 | 1–1    |
| Alpha                   | 4–4 (3–4) (p.) | Cruz Azul Lagunas      | 3–4 | 1–0    |
| Inter Playa "B"         | 4–5            | Club Hidalguense       | 1–4 | 3–1    |
| Universidad del Golfo   | 3–1            | Chilpancingo           | 0–1 | 3–0    |
| Héroes de Zaci          | (p.) 3–3 (4-2) | Chapulineros de Oaxaca | 1–2 | 2–1    |
| Ángeles de la Ciudad    | 1–0            | Chilangos FC           | 0–0 | 1–0    |
| Cantera Venados         | 3–1            | Atlético Cuernavaca    | 0–1 | 3–0    |
| Unión Acolman           | 7–2            | SEP Puebla             | 3–0 | 4–2    |
| Cefor Cuauhtémoc Blanco | 4–1            | Selva Cañera           | 3–1 | 1–0    |
| Faraones Texcoco        | 5–0            | Poza Rica              | 1–0 | 4–0    |
| Aragón FC               | 2–4            | Albinegros "B"         | 1–0 | 1–4    |
| Diablos Valle de Bravo  | 2–1            | Córdoba FC             | 0–0 | 2–1    |
| Fuerza Mazahua          | 2–0            | Club Carsaf            | 1–0 | 1–0    |
| AEM                     | 3–2            | RAFE Sport             | 1–2 | 2–0    |
| Felinos 48              | 0–2            | Histeria CDH           | 0–2 | 0–0    |

*Nota: El equipo localizado en la columna 1 ejerce de local en el juego de vuelta.

#### Zona Norte
| Equipo 1                 | Agr.           | Equipo 2                      | Ida | Vuelta |
| ------------------------ | -------------- | ----------------------------- | --- | ------ |
| Aguacateros CDU          | 4–1            | La Tribu de Ciudad Juárez     | 1–0 | 3–1    |
| Atlético San Francisco   | 11–2           | Troyanos UDEM                 | 6–0 | 5–2    |
| UAZ "B"                  | 5–1            | Atlético Altamira             | 3–1 | 2–0    |
| Atlético de San Luis "B" | 5–5 (5–6) (p.) | Huatabampo FC                 | 1–2 | 4–3    |
| Gavilanes "B"            | 3–2            | Rojos de Colima               | 1–1 | 2–1    |
| Deportivo Cafessa "B"    | 1–2            | Águilas UAS                   | 1–0 | 0–2    |
| Atlético Tecomán         | 1–4            | Camaroneros de Escuinapa      | 0–1 | 1–3    |
| CEFUT                    | (p.) 3–3 (5–4) | Atlético Leonés               | 0–2 | 3–1    |
| Mazorqueros F.C.         | (p.) 5–5 (4–2) | Tapatíos Soccer               | 2–2 | 3–3    |
| Gorilas de Juanacatlán   | 9–1            | Valle FC                      | 4–1 | 5–0    |
| Xalisco                  | 3–0            | Sahuayo "B"                   | 2–0 | 1–0    |
| Saltillo Soccer          | 4–1            | Mineros de Fresnillo "B"      | 2–0 | 2–1    |
| Orgullo Surtam           | X–X            | Real Zamora "B"               | X–X | X–X    |
| Lobos ITECA              | 2–10           | Acatlán                       | 1–5 | 1–5    |
| Tancredi Affa            | 1–2            | Soles de Ciudad Juárez        | 1–2 | 0–0    |
| Intocables FC            | 1–2            | Cocodrilos FC Lázaro Cárdenas | 0–2 | 1–0    |

*Nota: El equipo localizado en la columna 1 ejerce de local en el juego de vuelta.

### Dieiseisavos de final

#### Zona Sur
| Equipo 1                | Agr.           | Equipo 2               | Ida | Vuelta |
| ----------------------- | -------------- | ---------------------- | --- | ------ |
| Tuzos Pachuca           | 7–1            | Atlético Isla          | 0–0 | 7–1    |
| Universidad del Golfo   | 0–3            | Cruz Azul Lagunas      | 0–1 | 0–2    |
| Héroes de Zaci          | 4–3            | Club Hidalguense       | 1–2 | 3–1    |
| Ángeles de la Ciudad    | 2–1            | AEM                    | 0–0 | 2–1    |
| Cantera Venados         | 4–3            | Histeria CDH           | 0–1 | 4–2    |
| Unión Acolman           | 4–3            | Fuerza Mazahua         | 2–2 | 2–1    |
| Cefor Cuauhtémoc Blanco | 1–1 (4–5) (p.) | Diablos Valle de Bravo | 1–1 | 0–0    |
| Faraones Texcoco        | 4–0            | Albinegros "B"         | 1–0 | 3–0    |

*Nota: El equipo localizado en la columna 1 ejerce de local en el juego de vuelta.

#### Zona Norte
| Equipo 1               | Agr.           | Equipo 2                      | Ida | Vuelta |
| ---------------------- | -------------- | ----------------------------- | --- | ------ |
| Aguacateros CDU        | 5–2            | Huatabampo FC                 | 1–2 | 4–0    |
| Atlético San Francisco | 6–2            | Águilas UAS                   | 0–1 | 6–1    |
| UAZ "B"                | 2–0            | Camaroneros de Escuinapa      | 0–0 | 2–0    |
| Gavilanes "B"          | 1–3            | Acatlán                       | 0–2 | 1–1    |
| CEFUT                  | 5–3            | Soles de Ciudad Juárez        | 1–3 | 4–0    |
| Mazorqueros F.C.       | 3–2            | Cocodrilos FC Lázaro Cárdenas | 1–2 | 2–0    |
| Gorilas de Juanacatlán | 2–2 (2–4) (p.) | Orgullo Surtam                | 0–2 | 2–0    |
| Xalisco                | 2–2 (5–6) (p.) | Saltillo Soccer               | 0–1 | 2–1    |

*Nota: El equipo localizado en la columna 1 ejerce de local en el juego de vuelta.

### Fase Final
Todas las eliminatorias se celebran de manera regional, salvo la serie por el campeonato. Sin embargo, a partir de la fase de octavos de final se incluirán en un cuadro eliminatorio único para facilitar su seguimiento.
|  | Octavos de final | Octavos de final       | Octavos de final       | Octavos de final | Octavos de final |   |                        | Cuartos de final       | Cuartos de final | Cuartos de final | Cuartos de final | Cuartos de final |  |    | Semifinal       | Semifinal | Semifinal | Semifinal | Semifinal |  |    | Final          | Final | Final | Final | Final |
|  |                  |                        |                        |                  |                  |   |                        |                        |                  |                  |                  |                  |  |    |                 |           |           |           |           |  |    |                |       |       |       |       |
|  | 2S               | Héroes de Zaci         | 2                      | 2                | 4                |   |                        |                        |                  |                  |                  |                  |  |    |                 |           |           |           |           |  |    |                |       |       |       |       |
|  | 7S               | Diablos Valle de Bravo | 1                      | 0                | 1                |   |                        |                        |                  |                  |                  |                  |  |    |                 |           |           |           |           |  |    |                |       |       |       |       |
|  | 7S               | Diablos Valle de Bravo | 1                      | 0                | 1                |   | 2S                     | Héroes de Zaci         | 2                | 1                | 3                |                  |  |    |                 |           |           |           |           |  |    |                |       |       |       |       |
|  |                  |                        |                        |                  |                  |   | 2S                     | Héroes de Zaci         | 2                | 1                | 3                |                  |  |    |                 |           |           |           |           |  |    |                |       |       |       |       |
|  |                  | 8S                     | Cruz Azul Lagunas      | 2                | 0                | 2 |                        |                        |                  |                  |                  |                  |  |    |                 |           |           |           |           |  |    |                |       |       |       |       |
|  | 1S               | 8S                     | Cruz Azul Lagunas      | 2                | 0                | 2 | Tuzos Pachuca          | 1                      | 0                | 1                |                  |                  |  |    |                 |           |           |           |           |  |    |                |       |       |       |       |
|  | 1S               |                        |                        |                  |                  |   | Tuzos Pachuca          | 1                      | 0                | 1                |                  |                  |  |    |                 |           |           |           |           |  |    |                |       |       |       |       |
|  | 8S               | Cruz Azul Lagunas      | 2                      | 1                | 3                |   |                        |                        |                  |                  |                  |                  |  |    |                 |           |           |           |           |  |    |                |       |       |       |       |
|  | 8S               | Cruz Azul Lagunas      | 2                      | 1                | 3                |   |                        |                        |                  |                  |                  |                  |  | 2S | Héroes de Zaci  | 2         | 0         | 2         |           |  |    |                |       |       |       |       |
|  |                  |                        |                        |                  |                  |   |                        |                        |                  |                  |                  |                  |  | 2S | Héroes de Zaci  | 2         | 0         | 2         |           |  |    |                |       |       |       |       |
|  |                  | 3S                     | Ángeles de la Ciudad   | 0                | 1                | 1 |                        |                        |                  |                  |                  |                  |  |    |                 |           |           |           |           |  |    |                |       |       |       |       |
|  | 3S               | 3S                     | Ángeles de la Ciudad   | 0                | 1                | 1 | Ángeles de la Ciudad   | 1                      | 1                | 2                |                  |                  |  |    |                 |           |           |           |           |  |    |                |       |       |       |       |
|  | 3S               |                        |                        |                  |                  |   | Ángeles de la Ciudad   | 1                      | 1                | 2                |                  |                  |  |    |                 |           |           |           |           |  |    |                |       |       |       |       |
|  | 6S               | Faraones Texcoco       | 1                      | 0                | 1                |   |                        |                        |                  |                  |                  |                  |  |    |                 |           |           |           |           |  |    |                |       |       |       |       |
|  | 6S               | Faraones Texcoco       | 1                      | 0                | 1                |   | 3S                     | Ángeles de la Ciudad   | 0                | 3                | 3                |                  |  |    |                 |           |           |           |           |  |    |                |       |       |       |       |
|  |                  |                        |                        |                  |                  |   | 3S                     | Ángeles de la Ciudad   | 0                | 3                | 3                |                  |  |    |                 |           |           |           |           |  |    |                |       |       |       |       |
|  |                  | 5S                     | Unión Acolman          | 1                | 0                | 1 |                        |                        |                  |                  |                  |                  |  |    |                 |           |           |           |           |  |    |                |       |       |       |       |
|  | 4S               | 5S                     | Unión Acolman          | 1                | 0                | 1 | Cantera Venados        | 0                      | 2                | 2 (2)            |                  |                  |  |    |                 |           |           |           |           |  |    |                |       |       |       |       |
|  | 4S               |                        |                        |                  |                  |   | Cantera Venados        | 0                      | 2                | 2 (2)            |                  |                  |  |    |                 |           |           |           |           |  |    |                |       |       |       |       |
|  | 5S               | Unión Acolman (p.)     | 0                      | 2                | 2 (4)            |   |                        |                        |                  |                  |                  |                  |  |    |                 |           |           |           |           |  |    |                |       |       |       |       |
|  | 5S               | Unión Acolman (p.)     | 0                      | 2                | 2 (4)            |   |                        |                        |                  |                  |                  |                  |  |    |                 |           |           |           |           |  | 2S | Héroes de Zaci | 2     | 1     | 3     |       |
|  |                  |                        |                        |                  |                  |   |                        |                        |                  |                  |                  |                  |  |    |                 |           |           |           |           |  | 2S | Héroes de Zaci | 2     | 1     | 3     |       |
|  |                  | 2N                     | Atlético San Francisco | 2                | 0                | 2 |                        |                        |                  |                  |                  |                  |  |    |                 |           |           |           |           |  |    |                |       |       |       |       |
|  | 1N               | 2N                     | Atlético San Francisco | 2                | 0                | 2 | Aguacateros CDU (p.)   | 1                      | 1                | 2 (4)            |                  |                  |  |    |                 |           |           |           |           |  |    |                |       |       |       |       |
|  | 1N               |                        |                        |                  |                  |   | Aguacateros CDU (p.)   | 1                      | 1                | 2 (4)            |                  |                  |  |    |                 |           |           |           |           |  |    |                |       |       |       |       |
|  | 8N               | Acatlán                | 2                      | 0                | 2 (3)            |   |                        |                        |                  |                  |                  |                  |  |    |                 |           |           |           |           |  |    |                |       |       |       |       |
|  | 8N               | Acatlán                | 2                      | 0                | 2 (3)            |   | 1N                     | Aguacateros CDU        | 1                | 2                | 3                |                  |  |    |                 |           |           |           |           |  |    |                |       |       |       |       |
|  |                  |                        |                        |                  |                  |   | 1N                     | Aguacateros CDU        | 1                | 2                | 3                |                  |  |    |                 |           |           |           |           |  |    |                |       |       |       |       |
|  |                  | 6N                     | Saltillo Soccer        | 2                | 0                | 2 |                        |                        |                  |                  |                  |                  |  |    |                 |           |           |           |           |  |    |                |       |       |       |       |
|  | 3N               | 6N                     | Saltillo Soccer        | 2                | 0                | 2 | UAZ "B"                | 0                      | 0                | 0                |                  |                  |  |    |                 |           |           |           |           |  |    |                |       |       |       |       |
|  | 3N               |                        |                        |                  |                  |   | UAZ "B"                | 0                      | 0                | 0                |                  |                  |  |    |                 |           |           |           |           |  |    |                |       |       |       |       |
|  | 6N               | Saltillo Soccer        | 1                      | 3                | 3                |   |                        |                        |                  |                  |                  |                  |  |    |                 |           |           |           |           |  |    |                |       |       |       |       |
|  | 6N               | Saltillo Soccer        | 1                      | 3                | 3                |   |                        |                        |                  |                  |                  |                  |  | 1N | Aguacateros CDU | 1         | 1         | 2         |           |  |    |                |       |       |       |       |
|  |                  |                        |                        |                  |                  |   |                        |                        |                  |                  |                  |                  |  | 1N | Aguacateros CDU | 1         | 1         | 2         |           |  |    |                |       |       |       |       |
|  |                  | 2N                     | Atlético San Francisco | 2                | 2                | 4 |                        |                        |                  |                  |                  |                  |  |    |                 |           |           |           |           |  |    |                |       |       |       |       |
|  | 2N               | 2N                     | Atlético San Francisco | 2                | 2                | 4 | Atlético San Francisco | 2                      | 5                | 7                |                  |                  |  |    |                 |           |           |           |           |  |    |                |       |       |       |       |
|  | 2N               |                        |                        |                  |                  |   | Atlético San Francisco | 2                      | 5                | 7                |                  |                  |  |    |                 |           |           |           |           |  |    |                |       |       |       |       |
|  | 7N               | Orgullo Surtam         | 1                      | 0                | 1                |   |                        |                        |                  |                  |                  |                  |  |    |                 |           |           |           |           |  |    |                |       |       |       |       |
|  | 7N               | Orgullo Surtam         | 1                      | 0                | 1                |   | 2N                     | Atlético San Francisco | 1                | 3                | 4                |                  |  |    |                 |           |           |           |           |  |    |                |       |       |       |       |
|  |                  |                        |                        |                  |                  |   | 2N                     | Atlético San Francisco | 1                | 3                | 4                |                  |  |    |                 |           |           |           |           |  |    |                |       |       |       |       |
|  |                  | 5N                     | Mazorqueros F.C.       | 2                | 0                | 2 |                        |                        |                  |                  |                  |                  |  |    |                 |           |           |           |           |  |    |                |       |       |       |       |
|  | 4N               | 5N                     | Mazorqueros F.C.       | 2                | 0                | 2 | CEFUT                  | 2                      | 1                | 3 (3)            |                  |                  |  |    |                 |           |           |           |           |  |    |                |       |       |       |       |
|  | 4N               |                        |                        |                  |                  |   | CEFUT                  | 2                      | 1                | 3 (3)            |                  |                  |  |    |                 |           |           |           |           |  |    |                |       |       |       |       |
|  | 5N               | Mazorqueros F.C. (p.)  | 1                      | 2                | 3 (4)            |   |                        |                        |                  |                  |                  |                  |  |    |                 |           |           |           |           |  |    |                |       |       |       |       |

#### Octavos de final
| 23 de mayo de 2019, 15:00 | Cruz Azul Lagunas | 2:1 (0:0) | Tuzos Pachuca  | Estadio Cruz Azul, Lagunas                                          |                                                                     |
|                           | C. Soto 68', 86'  | Reporte   | R. López 90+4' | Asistencia: 800 espectadores Árbitro(s): Brian Jair Jiménez Morales | Asistencia: 800 espectadores Árbitro(s): Brian Jair Jiménez Morales |

| 26 de mayo de 2019, 10:00                                               | Tuzos Pachuca | 0:1 (0:0) (Global 1:3) | Cruz Azul Lagunas | Universidad del Fútbol, San Agustín Tlaxiaca               |                                                            |
|                                                                         |               | Reporte                | R. Ruíz 65'       | Asistencia: 500 espectadores Árbitro(s): Edgar Pablo Villa | Asistencia: 500 espectadores Árbitro(s): Edgar Pablo Villa |
| Con marcador global de 1-3, Cruz Azul Lagunas avanzó a cuartos de final |               |                        |                   |                                                            |                                                            |

| 23 de mayo de 2019, 11:00 | Unión Acolman | 0:0 (0:0) | Cantera Venados | Estadio San Carlos Tepexpan, Acolman                                    |                                                                         |
|                           |               | Reporte   |                 | Asistencia: 400 espectadores Árbitro(s): Edson Enrique Castañón Ramírez | Asistencia: 400 espectadores Árbitro(s): Edson Enrique Castañón Ramírez |

| 26 de mayo de 2019, 16:30                                                                                            | Cantera Venados           | 2:2 (0:1) (2:4 p.)(Global 2:2) | Unión Acolman                    | Estadio Carlos Iturralde Rivero, Mérida                           |                                                                   |
| | F. Lara 46' · M. Mayo 61' | Reporte                        | D. Castillo 42' · E. Garibay 54' | Asistencia: 300 espectadores Árbitro(s): Jael Alcàntara Maldonado | Asistencia: 300 espectadores Árbitro(s): Jael Alcàntara Maldonado |
| Pese a empatar 2-2 en el marcador global, Unión Acolman avanzó a cuartos de final tras ganar 2-4 en tanda de penales |                           |                                |                                  |                                                                   |                                                                   |

| 22 de mayo de 2019, 16:00 | Diablos Valle de Bravo | 1:2 (1:0) | Héroes de Zaci                  | Unidad Deportiva de Monte Alto, Valle de Bravo               |                                                              |
|                           | J. Hernández 41'       | Reporte   | E. Cibrian 89' · G. Pérez 90+2' | Asistencia: 150 espectadores Árbitro(s): Brandon Tapia Pérez | Asistencia: 150 espectadores Árbitro(s): Brandon Tapia Pérez |

| 25 de mayo de 2019, 17:00                                            | Héroes de Zaci                  | 2:0 (0:0) (Global 4:1) | Diablos Valle de Bravo | Deportivo Lázaro Cárdenas, Ciudad de México                        |                                                                    |
|                                                                      | J. Malpica 60' · E. Cibrian 89' | Reporte                |                        | Asistencia: 300 espectadores Árbitro(s): Tomás Jaír Salazar Rivera | Asistencia: 300 espectadores Árbitro(s): Tomás Jaír Salazar Rivera |
| Con marcador global de 4-1, Héroes de Zací avanzó a cuartos de final |                                 |                        |                        |                                                                    |                                                                    |

| 22 de mayo de 2019, 16:00 | Faraones Texcoco | 1:1 (0:0) | Ángeles de la Ciudad | Estadio municipal Claudio Suárez, Texcoco                            |                                                                      |
|                           | O. Botello 90'   | Reporte   | J. Perales 50'       | Asistencia: 1 600 espectadores Árbitro(s): Andrés Villaseñor Miranda | Asistencia: 1 600 espectadores Árbitro(s): Andrés Villaseñor Miranda |

| 25 de mayo de 2019, 11:00                                                  | Ángeles de la Ciudad | 1:0 (1:0) (Global 2:1) | Faraones Texcoco | Deportivo Rosario Iglesias, Ciudad de México                        |                                                                     |
|                                                                            | E. Macías 45' (ag)   | Reporte                |                  | Asistencia: 0 espectadores Árbitro(s): Miguel Ángel Morales Sánchez | Asistencia: 0 espectadores Árbitro(s): Miguel Ángel Morales Sánchez |
| Con marcador global de 2-1, Ángeles de la Ciudad avanzó a cuartos de final |                      |                        |                  |                                                                     |                                                                     |

| 22 de mayo de 2019, 12:00 | Acatlán                     | 1:2 (1:1) | Aguacateros CDU | Club Juárez, Acatlán                                                      |                                                                           |
|                           | A. Reyes 21' · C. Silva 69' | Reporte   | L. Menera 9'    | Asistencia: 800 espectadores Árbitro(s): Alan Cristóbal Rodríguez Cancino | Asistencia: 800 espectadores Árbitro(s): Alan Cristóbal Rodríguez Cancino |

| 25 de mayo de 2019, 15:30                                                                                              | Aguacateros CDU  | 1:0 (0:0) (4:3 p.)(Global 2:2) | Acatlán | Unidad Deportiva Hermanos López Rayón, Uruapan                   |                                                                  |
| | C. Castellón 64' | Reporte                        |         | Asistencia: 5 000 espectadores Árbitro(s): Rafael Bonilla Vargas | Asistencia: 5 000 espectadores Árbitro(s): Rafael Bonilla Vargas |
| Pese a empatar 2-2 en el marcador global, Aguacateros CDU avanzó a cuartos de final tras ganar 4-3 en tanda de penales |                  |                                |         |                                                                  |                                                                  |

| 23 de mayo de 2019, 19:00 | Mazorqueros F.C. | 1:2 (1:1) | CEFUT                           | Estadio municipal Santa Rosa, Ciudad Guzmán                      |                                                                  |
|                           | L. Rodríguez 29' | Reporte   | J. Barajas 26' · D. Reynoso 75' | Asistencia: 3 400 espectadores Árbitro(s): Adrián Chafino García | Asistencia: 3 400 espectadores Árbitro(s): Adrián Chafino García |

| 26 de mayo de 2019, 12:00                                                                                               | CEFUT        | 1:2 (1:2) (3:4 p.)(Global 3:3) | Mazorqueros F.C.   | Estadio CEFUT, Zapopan                                            |                                                                   |
| | J. Arana 11' | Reporte                        | J. Zepeda 29', 36' | Asistencia: 600 espectadores Árbitro(s): Eduardo Reynoso Martínez | Asistencia: 600 espectadores Árbitro(s): Eduardo Reynoso Martínez |
| Pese a empatar 3-3 en el marcador global, Mazorqueros F.C. avanzó a cuartos de final tras ganar 4-3 en tanda de penales |              |                                |                    |                                                                   |                                                                   |

| 22 de mayo de 2019, 15:00 | Orgullo Surtam   | 1:2 (1:0) | Atlético San Francisco                 | Estadio Olímpico U.D. Tampico, Tampico                                  |                                                                         |
|                           | J. Hernández 34' | Reporte   | J. Vázquez 50' · A. Hernández 65' (ag) | Asistencia: 300 espectadores Árbitro(s): Héctor Emilio Contreras Sotelo | Asistencia: 300 espectadores Árbitro(s): Héctor Emilio Contreras Sotelo |

| 25 de mayo de 2019, 16:00                                                    | Atlético San Francisco                                                 | 5:0 (1:0) (Global 7:1) | Orgullo Surtam | Estadio Domingo Velázquez, San Francisco del Rincón                |                                                                    |
|                                                                              | J. Vázquez 2', 50' · A. Sánchez 48' · V. Ruíz 56' (ag) · M. Chávez 61' | Reporte                |                | Asistencia: 800 espectadores Árbitro(s): Óscar Eduardo Peña Dávila | Asistencia: 800 espectadores Árbitro(s): Óscar Eduardo Peña Dávila |
| Con marcador global de 7-1, Atlético San Francisco avanzó a cuartos de final |                                                                        |                        |                |                                                                    |                                                                    |

| 22 de mayo de 2019, 16:00 | Saltillo Soccer | 1:0 (1:0) | UAZ "B" | Estadio Olímpico Francisco I. Madero, Saltillo                        |                                                                       |
|                           | E. Sáenz 10'    | Reporte   |         | Asistencia: 1 000 espectadores Árbitro(s): Iván Alberto Castro Zamora | Asistencia: 1 000 espectadores Árbitro(s): Iván Alberto Castro Zamora |

| 25 de mayo de 2019, 12:00                                                               | UAZ "B"                                                           | 0:3 (Global 0:3) | Saltillo Soccer | Estadio Universitario U.D. Norte, Zacatecas                         |                                                                     |
|                                                                                         | A. Aguilar 3' · J. Ruíz 48' · J. Gallegos 60' · J. Santamaría 78' | Reporte          | J. Ramos 50'    | Asistencia: 10 espectadores Árbitro(s): José Misael Burruel Zazueta | Asistencia: 10 espectadores Árbitro(s): José Misael Burruel Zazueta |
| Saltillo Soccer avanzó a cuartos de final por alineación indebida por parte de UAZ "B". |                                                                   |                  |                 |                                                                     |                                                                     |

#### Cuartos de final
| 29 de mayo de 2019, 16:00 | Cruz Azul Lagunas           | 2:2 (1:0) | Héroes de Zaci                | Estadio Cruz Azul, Lagunas                                           |                                                                      |
|                           | R. Ruíz 22' · I. Vargas 59' | Reporte   | M. Ayuso 58' · E. Cibrian 79' | Asistencia: 700 espectadores Árbitro(s): Jaime Orlando Montes Santos | Asistencia: 700 espectadores Árbitro(s): Jaime Orlando Montes Santos |

| 1 de junio de 2019, 17:00                                       | Héroes de Zaci | 1:0 (0:0) (Global 3:2) | Cruz Azul Lagunas | Deportivo Lázaro Cárdenas, Ciudad de México                             |                                                                         |
|                                                                 | B. Bahena 61'  | Reporte                |                   | Asistencia: 600 espectadores Árbitro(s): Edson Enrique Castañón Ramírez | Asistencia: 600 espectadores Árbitro(s): Edson Enrique Castañón Ramírez |
| Con marcador global de 3-2, Héroes de Zací avanzó a Semifinales |                |                        |                   |                                                                         |                                                                         |

| 29 de mayo de 2019, 11:00 | Unión Acolman    | 1:0 (1:0) | Ángeles de la Ciudad | Estadio San Carlos Tepexpan, Acolman                           |                                                                |
|                           | J. Velázquez 12' | Reporte   |                      | Asistencia: 200 espectadores Árbitro(s): Adrián Chafino García | Asistencia: 200 espectadores Árbitro(s): Adrián Chafino García |

| 1 de junio de 2019, 11:00                                             | Ángeles de la Ciudad                 | 3:0 (1:0) (Global 3:1) | Unión Acolman | Deportivo Rosario Iglesias, Ciudad de México                   |                                                                |
|                                                                       | J. Perales 9', 71' · A. Castillo 50' | Reporte                |               | Asistencia: 400 espectadores Árbitro(s): Rafael Bonilla Vargas | Asistencia: 400 espectadores Árbitro(s): Rafael Bonilla Vargas |
| Con marcador global de 3-1, Ángeles de la Ciudad avanzó a Semifinales |                                      |                        |               |                                                                |                                                                |

| 29 de mayo de 2019, 16:00 | Saltillo Soccer                 | 2:1 (1:1) | Aguacateros CDU | Estadio Olímpico Francisco I. Madero, Saltillo                  |                                                                 |
|                           | F. Ordóñez 12' · J. Góngora 52' | Reporte   | C. Quiroz 20'   | Asistencia: 800 espectadores Árbitro(s): Luis Daniel Leyva Ríos | Asistencia: 800 espectadores Árbitro(s): Luis Daniel Leyva Ríos |

| 1 de junio de 2019, 15:30                                        | Aguacateros CDU             | 2:0 (1:0) (Global 3:2) | Saltillo Soccer | Unidad Deportiva Hermanos López Rayón, Uruapan                       |                                                                      |
|                                                                  | B. Mota 13' · C. Quiróz 55' | Reporte                |                 | Asistencia: 5 000 espectadores Árbitro(s): Tomás Jair Salazar Rivera | Asistencia: 5 000 espectadores Árbitro(s): Tomás Jair Salazar Rivera |
| Con marcador global de 3-2, Aguacateros CDU avanzó a Semifinales |                             |                        |                 |                                                                      |                                                                      |

| 29 de mayo de 2019, 19:00 | Mazorqueros F.C.                   | 2:1 (1:0) | Atlético San Francisco | Estadio municipal Santa Rosa, Ciudad Guzmán                       |                                                                   |
|                           | L. Rodríguez 27' · M. Oceguera 58' | Reporte   | J. Velázquez 50'       | Asistencia: 3 500 espectadores Árbitro(s): Aldo Ballesteros Barba | Asistencia: 3 500 espectadores Árbitro(s): Aldo Ballesteros Barba |

| 1 de junio de 2019, 16:00                                               | Atlético San Francisco                      | 3:0 (2:0) (Global 4:2) | Mazorqueros F.C. | Estadio Domingo Velázquez, San Francisco del Rincón                        |                                                                            |
|                                                                         | A. Sánchez 16' · C. López 39' · J. Ruíz 47' | Reporte                |                  | Asistencia: 3 000 espectadores Árbitro(s): Ricardo Emmanuel Chávez Sánchez | Asistencia: 3 000 espectadores Árbitro(s): Ricardo Emmanuel Chávez Sánchez |
| Con marcador global de 4-2, Atlético San Francisco avanzó a Semifinales |                                             |                        |                  |                                                                            |                                                                            |

#### Semifinales
| 5 de junio de 2019, 11:00 | Ángeles de la Ciudad | 0:2 (0:1) | Héroes de Zaci      | Deportivo Rosario Iglesias, Ciudad de México                   |                                                                |
|                           |                      | Reporte   | M. Alarcón 30', 52' | Asistencia: 300 espectadores Árbitro(s): Adrián Chafino García | Asistencia: 300 espectadores Árbitro(s): Adrián Chafino García |

| 8 de junio de 2019, 17:00                                    | Héroes de Zaci | 0:1 (0:0) (Global 1:2) | Ángeles de la Ciudad | Deportivo Lázaro Cárdenas, Ciudad de México                              |                                                                          |
|                                                              |                | Reporte                | C. Perea 72'         | Asistencia: 700 espectadores Árbitro(s): Ricardo Emmanuel Chávez Sánchez | Asistencia: 700 espectadores Árbitro(s): Ricardo Emmanuel Chávez Sánchez |
| Con marcador global de 2-1, Héroes de Zací avanzó a la final |                |                        |                      |                                                                          |                                                                          |

| 5 de junio de 2019, 17:30 | Atlético San Francisco         | 2:1 (1:0) | Aguacateros CDU | Estadio Domíngo Velázquez, San Francisco del Rincón                  |                                                                      |
|                           | A. Sánchez 26' · M. Chávez 50' | Reporte   | J. Peña 83'     | Asistencia: 2 500 espectadores Árbitro(s): Tomás Jair Salazar Rivera | Asistencia: 2 500 espectadores Árbitro(s): Tomás Jair Salazar Rivera |

| 8 de junio de 2019, 15:30                                            | Aguacateros CDU | 1:2 (0:1) (Global 2:4) | Atlético San Francisco       | Unidad Deportiva Hermanos López Rayón, Uruapan                   |                                                                  |
|                                                                      | M. Meza 75'     | Reporte                | J. Vázquez 43' · J. Ruíz 87' | Asistencia: 7 000 espectadores Árbitro(s): Rafael Bonilla Vargas | Asistencia: 7 000 espectadores Árbitro(s): Rafael Bonilla Vargas |
| Con marcador global de 2-4, Atlético San Francisco avanzó a la final |                 |                        |                              |                                                                  |                                                                  |

#### Final
| 12 de junio de 2019, 11:00 | Héroes de Zaci               | 2:2 (0:0) | Atlético San Francisco              | Deportivo Lázaro Cárdenas, Ciudad de México                    |                                                                |
|                            | G. Pérez 51' · B. Bahena 82' | Reporte   | J. Vázquez 50' · L. Hernández 90+1' | Asistencia: 500 espectadores Árbitro(s): Rafael Bonilla Vargas | Asistencia: 500 espectadores Árbitro(s): Rafael Bonilla Vargas |

| 15 de junio de 2019, 16:30                                                                           | Atlético San Francisco | 0:1 (0:1) (Global 2:3) | Héroes de Zaci | Estadio Domingo Velázquez, San Francisco del Rincón                        |                                                                            |
| |                        | Reporte                | M. Alarcón 70' | Asistencia: 3 200 espectadores Árbitro(s): Ricardo Emmanuel Chávez Sánchez | Asistencia: 3 200 espectadores Árbitro(s): Ricardo Emmanuel Chávez Sánchez |
| Con marcador global de 2-3, Héroes de Zaci es campeón de la Temporada 2018-19 de la Tercera División |                        |                        |                |                                                                            |                                                                            |

##### Final - Ida
| 12    | POR   | Osmar Maldonado    |     |
| 4     | DEF   | Mariano Ayuso      |     |
| 16    | DEF   | Brayan Bahena      |     |
| 28    | DEF   | Guillermo Martínez |     |
| 36    | DEF   | Cristofer Sánchez  | 67' |
| 7     | MED   | Osvaldo Hernández  |     |
| 8     | MED   | Edson Cibrian      | 81' |
| 20    | MED   | Alejandro Gregorio |     |
| 13    | DEL   | Miguel Alarcón     |     |
| 14    | DEL   | Germán Pérez       | 81' |
| 21    | DEL   | Edwin Luna         |     |
| D. T. | D. T. | Juan Montiel       |     |

| 25    | POR   | Edgar Reyes       |     |
| 24    | DEF   | Rubén Ramírez     |     |
| 26    | DEF   | Luis Ríos         |     |
| 28    | DEF   | Luis Hernández    |     |
| 8     | MED   | Ricardo Díaz      |     |
| 10    | MED   | Jassiel Ruiz      |     |
| 11    | MED   | Alejandro Sánchez | 81' |
| 19    | MED   | José Vázquez      | 89' |
| 20    | MED   | Braulio Rodríguez |     |
| 27    | DEL   | Gilberto Morales  |     |
| 7     | DEL   | Marco Chávez      | 86' |
| D. T. | D. T. | Emanuell Alvarado |     |

| 15 | Defensa   | Alonso Rivera   | 67' |
| 19 | Defensa   | Francisco López | 81' |
| 11 | Delantero | José Malpica    | 81' |

| 6  | Centrocampista | Juan Rodríguez | 81' |
| 12 | Centrocampista | Carlos Pacheco | 86' |
| 9  | Delantero      | Carlos López   | 89' |

| 51' · 82' | Germán Pérez Brayan Bahena | 1:1 2:1 |

| 50' · 90+1' | José Vázquez Luis Hernández | 1:0 2:2 |

| 57' | Alejandro Gregorio |

| Principal  | Rafael Bonilla Vargas        |
| Asistentes | Rodrigo Emir Aguilar Bazán   |
|            | Rubén Adrián Velázquez Armas |
| Cuarto     | Tomás Jair Salazar Rivera    |

| Alineación inicial |

| 12    | POR   | Osmar Maldonado    |     |
| 4     | DEF   | Mariano Ayuso      |     |
| 16    | DEF   | Brayan Bahena      |     |
| 28    | DEF   | Guillermo Martínez |     |
| 36    | DEF   | Cristofer Sánchez  | 67' |
| 7     | MED   | Osvaldo Hernández  |     |
| 8     | MED   | Edson Cibrian      | 81' |
| 20    | MED   | Alejandro Gregorio |     |
| 13    | DEL   | Miguel Alarcón     |     |
| 14    | DEL   | Germán Pérez       | 81' |
| 21    | DEL   | Edwin Luna         |     |
| D. T. | D. T. | Juan Montiel       |     |

| 25    | POR   | Edgar Reyes       |     |
| 24    | DEF   | Rubén Ramírez     |     |
| 26    | DEF   | Luis Ríos         |     |
| 28    | DEF   | Luis Hernández    |     |
| 8     | MED   | Ricardo Díaz      |     |
| 10    | MED   | Jassiel Ruiz      |     |
| 11    | MED   | Alejandro Sánchez | 81' |
| 19    | MED   | José Vázquez      | 89' |
| 20    | MED   | Braulio Rodríguez |     |
| 27    | DEL   | Gilberto Morales  |     |
| 7     | DEL   | Marco Chávez      | 86' |
| D. T. | D. T. | Emanuell Alvarado |     |

| 15 | Defensa   | Alonso Rivera   | 67' |
| 19 | Defensa   | Francisco López | 81' |
| 11 | Delantero | José Malpica    | 81' |

| 6  | Centrocampista | Juan Rodríguez | 81' |
| 12 | Centrocampista | Carlos Pacheco | 86' |
| 9  | Delantero      | Carlos López   | 89' |

| 51' · 82' | Germán Pérez Brayan Bahena | 1:1 2:1 |

| 50' · 90+1' | José Vázquez Luis Hernández | 1:0 2:2 |

| 57' | Alejandro Gregorio |

| Principal  | Rafael Bonilla Vargas        |
| Asistentes | Rodrigo Emir Aguilar Bazán   |
|            | Rubén Adrián Velázquez Armas |
| Cuarto     | Tomás Jair Salazar Rivera    |

| Alineación inicial |

| 12    | POR   | Osmar Maldonado    |     |
| 4     | DEF   | Mariano Ayuso      |     |
| 16    | DEF   | Brayan Bahena      |     |
| 28    | DEF   | Guillermo Martínez |     |
| 36    | DEF   | Cristofer Sánchez  | 67' |
| 7     | MED   | Osvaldo Hernández  |     |
| 8     | MED   | Edson Cibrian      | 81' |
| 20    | MED   | Alejandro Gregorio |     |
| 13    | DEL   | Miguel Alarcón     |     |
| 14    | DEL   | Germán Pérez       | 81' |
| 21    | DEL   | Edwin Luna         |     |
| D. T. | D. T. | Juan Montiel       |     |

| 25    | POR   | Edgar Reyes       |     |
| 24    | DEF   | Rubén Ramírez     |     |
| 26    | DEF   | Luis Ríos         |     |
| 28    | DEF   | Luis Hernández    |     |
| 8     | MED   | Ricardo Díaz      |     |
| 10    | MED   | Jassiel Ruiz      |     |
| 11    | MED   | Alejandro Sánchez | 81' |
| 19    | MED   | José Vázquez      | 89' |
| 20    | MED   | Braulio Rodríguez |     |
| 27    | DEL   | Gilberto Morales  |     |
| 7     | DEL   | Marco Chávez      | 86' |
| D. T. | D. T. | Emanuell Alvarado |     |

| 15 | Defensa   | Alonso Rivera   | 67' |
| 19 | Defensa   | Francisco López | 81' |
| 11 | Delantero | José Malpica    | 81' |

| 6  | Centrocampista | Juan Rodríguez | 81' |
| 12 | Centrocampista | Carlos Pacheco | 86' |
| 9  | Delantero      | Carlos López   | 89' |

| 51' · 82' | Germán Pérez Brayan Bahena | 1:1 2:1 |

| 50' · 90+1' | José Vázquez Luis Hernández | 1:0 2:2 |

| 57' | Alejandro Gregorio |

| Principal  | Rafael Bonilla Vargas        |
| Asistentes | Rodrigo Emir Aguilar Bazán   |
|            | Rubén Adrián Velázquez Armas |
| Cuarto     | Tomás Jair Salazar Rivera    |

| Alineación inicial |

| 12    | POR   | Osmar Maldonado    |     |
| 4     | DEF   | Mariano Ayuso      |     |
| 16    | DEF   | Brayan Bahena      |     |
| 28    | DEF   | Guillermo Martínez |     |
| 36    | DEF   | Cristofer Sánchez  | 67' |
| 7     | MED   | Osvaldo Hernández  |     |
| 8     | MED   | Edson Cibrian      | 81' |
| 20    | MED   | Alejandro Gregorio |     |
| 13    | DEL   | Miguel Alarcón     |     |
| 14    | DEL   | Germán Pérez       | 81' |
| 21    | DEL   | Edwin Luna         |     |
| D. T. | D. T. | Juan Montiel       |     |

| 25    | POR   | Edgar Reyes       |     |
| 24    | DEF   | Rubén Ramírez     |     |
| 26    | DEF   | Luis Ríos         |     |
| 28    | DEF   | Luis Hernández    |     |
| 8     | MED   | Ricardo Díaz      |     |
| 10    | MED   | Jassiel Ruiz      |     |
| 11    | MED   | Alejandro Sánchez | 81' |
| 19    | MED   | José Vázquez      | 89' |
| 20    | MED   | Braulio Rodríguez |     |
| 27    | DEL   | Gilberto Morales  |     |
| 7     | DEL   | Marco Chávez      | 86' |
| D. T. | D. T. | Emanuell Alvarado |     |

| 15 | Defensa   | Alonso Rivera   | 67' |
| 19 | Defensa   | Francisco López | 81' |
| 11 | Delantero | José Malpica    | 81' |

| 6  | Centrocampista | Juan Rodríguez | 81' |
| 12 | Centrocampista | Carlos Pacheco | 86' |
| 9  | Delantero      | Carlos López   | 89' |

| 51' · 82' | Germán Pérez Brayan Bahena | 1:1 2:1 |

| 50' · 90+1' | José Vázquez Luis Hernández | 1:0 2:2 |

| 57' | Alejandro Gregorio |

| Principal  | Rafael Bonilla Vargas        |
| Asistentes | Rodrigo Emir Aguilar Bazán   |
|            | Rubén Adrián Velázquez Armas |
| Cuarto     | Tomás Jair Salazar Rivera    |

| Alineación inicial |

##### Final - Vuelta
| 25    | POR   | Edgar Reyes       |       |
| 24    | DEF   | Rubén Ramírez     |       |
| 26    | DEF   | Luis Ríos         |       |
| 28    | DEF   | Luis Hernández    |       |
| 8     | MED   | Ricardo Díaz      |       |
| 10    | MED   | Jassiel Vázquez   |       |
| 11    | MED   | Alejandro Sánchez | 74'   |
| 19    | MED   | José Vázquez      | 90+2' |
| 20    | MED   | Braulio Rodríguez | 85'   |
| 27    | DEL   | Gilberto Morales  |       |
| 7     | DEL   | Marco Chávez      |       |
| D. T. | D. T. | Emanuell Alvarado |       |

| 12    | POR   | Osmar Maldonado    |     |
| 4     | DEF   | Mariano Ayuso      |     |
| 5     | DEF   | Brian Herrera      |     |
| 16    | DEF   | Brayan Bahena      |     |
| 28    | DEF   | Guillermo Martínez |     |
| 36    | DEF   | Cristofer Sánchez  |     |
| 7     | MED   | Osvaldo Hernández  |     |
| 8     | MED   | Edson Cibrian      |     |
| 29    | MED   | Denilson Báez      |     |
| 13    | DEL   | Miguel Alarcón     | 88' |
| 21    | DEL   | Edwin Luna         | 85' |
| D. T. | D. T. | Juan Montiel       |     |

| 9  | Delantero      | Carlos López    | 74'   |
| 21 | Centrocampista | Abraham Ramírez | 85'   |
| 12 | Centrocampista | Carlos Pacheco  | 90+2' |

| 15 | Defensa   | Alonso Rivera | 85' |
| 11 | Delantero | José Malpica  | 88' |

| 70' | Miguel Alarcón | 0:1 |

| 90' | Ricardo Díaz |

| 56' · 90' | Cristofer Sánchez Osmar Maldonado |

| Principal  | Ricardo Emmanuel Chávez Sánchez |
| Asistentes | Mauro Arturo Chaltel Rosas      |
|            | Andrés Hernández González       |
| Cuarto     | Miguel Ángel Morales Sánchez    |

| Alineación inicial |

| 25    | POR   | Edgar Reyes       |       |
| 24    | DEF   | Rubén Ramírez     |       |
| 26    | DEF   | Luis Ríos         |       |
| 28    | DEF   | Luis Hernández    |       |
| 8     | MED   | Ricardo Díaz      |       |
| 10    | MED   | Jassiel Vázquez   |       |
| 11    | MED   | Alejandro Sánchez | 74'   |
| 19    | MED   | José Vázquez      | 90+2' |
| 20    | MED   | Braulio Rodríguez | 85'   |
| 27    | DEL   | Gilberto Morales  |       |
| 7     | DEL   | Marco Chávez      |       |
| D. T. | D. T. | Emanuell Alvarado |       |

| 12    | POR   | Osmar Maldonado    |     |
| 4     | DEF   | Mariano Ayuso      |     |
| 5     | DEF   | Brian Herrera      |     |
| 16    | DEF   | Brayan Bahena      |     |
| 28    | DEF   | Guillermo Martínez |     |
| 36    | DEF   | Cristofer Sánchez  |     |
| 7     | MED   | Osvaldo Hernández  |     |
| 8     | MED   | Edson Cibrian      |     |
| 29    | MED   | Denilson Báez      |     |
| 13    | DEL   | Miguel Alarcón     | 88' |
| 21    | DEL   | Edwin Luna         | 85' |
| D. T. | D. T. | Juan Montiel       |     |

| 9  | Delantero      | Carlos López    | 74'   |
| 21 | Centrocampista | Abraham Ramírez | 85'   |
| 12 | Centrocampista | Carlos Pacheco  | 90+2' |

| 15 | Defensa   | Alonso Rivera | 85' |
| 11 | Delantero | José Malpica  | 88' |

| 70' | Miguel Alarcón | 0:1 |

| 90' | Ricardo Díaz |

| 56' · 90' | Cristofer Sánchez Osmar Maldonado |

| Principal  | Ricardo Emmanuel Chávez Sánchez |
| Asistentes | Mauro Arturo Chaltel Rosas      |
|            | Andrés Hernández González       |
| Cuarto     | Miguel Ángel Morales Sánchez    |

| Alineación inicial |

| 25    | POR   | Edgar Reyes       |       |
| 24    | DEF   | Rubén Ramírez     |       |
| 26    | DEF   | Luis Ríos         |       |
| 28    | DEF   | Luis Hernández    |       |
| 8     | MED   | Ricardo Díaz      |       |
| 10    | MED   | Jassiel Vázquez   |       |
| 11    | MED   | Alejandro Sánchez | 74'   |
| 19    | MED   | José Vázquez      | 90+2' |
| 20    | MED   | Braulio Rodríguez | 85'   |
| 27    | DEL   | Gilberto Morales  |       |
| 7     | DEL   | Marco Chávez      |       |
| D. T. | D. T. | Emanuell Alvarado |       |

| 12    | POR   | Osmar Maldonado    |     |
| 4     | DEF   | Mariano Ayuso      |     |
| 5     | DEF   | Brian Herrera      |     |
| 16    | DEF   | Brayan Bahena      |     |
| 28    | DEF   | Guillermo Martínez |     |
| 36    | DEF   | Cristofer Sánchez  |     |
| 7     | MED   | Osvaldo Hernández  |     |
| 8     | MED   | Edson Cibrian      |     |
| 29    | MED   | Denilson Báez      |     |
| 13    | DEL   | Miguel Alarcón     | 88' |
| 21    | DEL   | Edwin Luna         | 85' |
| D. T. | D. T. | Juan Montiel       |     |

| 9  | Delantero      | Carlos López    | 74'   |
| 21 | Centrocampista | Abraham Ramírez | 85'   |
| 12 | Centrocampista | Carlos Pacheco  | 90+2' |

| 15 | Defensa   | Alonso Rivera | 85' |
| 11 | Delantero | José Malpica  | 88' |

| 70' | Miguel Alarcón | 0:1 |

| 90' | Ricardo Díaz |

| 56' · 90' | Cristofer Sánchez Osmar Maldonado |

| Principal  | Ricardo Emmanuel Chávez Sánchez |
| Asistentes | Mauro Arturo Chaltel Rosas      |
|            | Andrés Hernández González       |
| Cuarto     | Miguel Ángel Morales Sánchez    |

| Alineación inicial |

| 25    | POR   | Edgar Reyes       |       |
| 24    | DEF   | Rubén Ramírez     |       |
| 26    | DEF   | Luis Ríos         |       |
| 28    | DEF   | Luis Hernández    |       |
| 8     | MED   | Ricardo Díaz      |       |
| 10    | MED   | Jassiel Vázquez   |       |
| 11    | MED   | Alejandro Sánchez | 74'   |
| 19    | MED   | José Vázquez      | 90+2' |
| 20    | MED   | Braulio Rodríguez | 85'   |
| 27    | DEL   | Gilberto Morales  |       |
| 7     | DEL   | Marco Chávez      |       |
| D. T. | D. T. | Emanuell Alvarado |       |

| 12    | POR   | Osmar Maldonado    |     |
| 4     | DEF   | Mariano Ayuso      |     |
| 5     | DEF   | Brian Herrera      |     |
| 16    | DEF   | Brayan Bahena      |     |
| 28    | DEF   | Guillermo Martínez |     |
| 36    | DEF   | Cristofer Sánchez  |     |
| 7     | MED   | Osvaldo Hernández  |     |
| 8     | MED   | Edson Cibrian      |     |
| 29    | MED   | Denilson Báez      |     |
| 13    | DEL   | Miguel Alarcón     | 88' |
| 21    | DEL   | Edwin Luna         | 85' |
| D. T. | D. T. | Juan Montiel       |     |

| 9  | Delantero      | Carlos López    | 74'   |
| 21 | Centrocampista | Abraham Ramírez | 85'   |
| 12 | Centrocampista | Carlos Pacheco  | 90+2' |

| 15 | Defensa   | Alonso Rivera | 85' |
| 11 | Delantero | José Malpica  | 88' |

| 70' | Miguel Alarcón | 0:1 |

| 90' | Ricardo Díaz |

| 56' · 90' | Cristofer Sánchez Osmar Maldonado |

| Principal  | Ricardo Emmanuel Chávez Sánchez |
| Asistentes | Mauro Arturo Chaltel Rosas      |
|            | Andrés Hernández González       |
| Cuarto     | Miguel Ángel Morales Sánchez    |

| Alineación inicial |

| Campeón Tercera División 2018-19 |
| -------------------------------- |
|                                  |
| Héroes de Zaci                   |
| 1° Título                        |

## Filiales

### Clasificación
Para determinar los equipos que clasifican a la Liguilla de Filiales se crea una tabla exclusivamente de equipos filiales sin derecho a ascenso donde se posicionan de acuerdo al porcentaje que obtengan después de la temporada regular, ya que los equipos juegan diferente cantidad de partidos dependiendo de su grupo.
Este porcentaje se obtiene dividiendo los puntos obtenidos entre la cantidad de partidos jugados; a mayor porcentaje más alto estará el equipo en la tabla. Si dos o más equipos obtienen el mismo porcentaje se tomaran en cuenta los convencionales mecanismos de desempate: Puntos, Diferencia de goles y Goles a Favor.

Fecha de actualización: 6 de mayo de 2019
| Pos. | Equipos                  | PJ | PG | PE | PP | GF  | GC  | Dif. | Pts. | Pe | Por. |
| ---- | ------------------------ | -- | -- | -- | -- | --- | --- | ---- | ---- | -- | ---- |
| 1.   | FC Juárez "B"            | 22 | 18 | 4  | 0  | 56  | 14  | 42   | 60   | 2  | 2.73 |
| 2.   | Pumas UNAM "C"           | 38 | 31 | 4  | 3  | 119 | 24  | 95   | 101  | 4  | 2.66 |
| 3.   | Mineros de Zacatecas "C" | 36 | 29 | 3  | 4  | 101 | 29  | 72   | 92   | 2  | 2.56 |
| 4.   | Atlas "B"                | 28 | 18 | 7  | 3  | 70  | 18  | 52   | 67   | 6  | 2.39 |
| 5.   | Monterrey "B"            | 36 | 26 | 4  | 6  | 93  | 30  | 63   | 86   | 4  | 2.39 |
| 6.   | Guadalajara "C"          | 28 | 17 | 8  | 3  | 68  | 26  | 42   | 62   | 3  | 2.21 |
| 7.   | Correcaminos "C"         | 36 | 23 | 5  | 8  | 102 | 30  | 72   | 75   | 1  | 2.08 |
| 8.   | Escuela de Fútbol Chivas | 38 | 20 | 11 | 7  | 59  | 35  | 24   | 78   | 7  | 2.05 |
| 9.   | Xoloitzcuintles "B"      | 22 | 12 | 7  | 3  | 42  | 26  | 16   | 45   | 3  | 2.05 |
| 10.  | Tigres SD                | 36 | 21 | 7  | 8  | 71  | 32  | 39   | 73   | 3  | 2.03 |
| 11.  | Alebrijes "B"            | 28 | 17 | 3  | 8  | 53  | 37  | 16   | 55   | 1  | 1.96 |
| 12.  | Universidad del Fútbol   | 32 | 15 | 11 | 6  | 62  | 24  | 38   | 62   | 6  | 1.94 |
| 13.  | Celaya "C"               | 36 | 16 | 12 | 8  | 55  | 28  | 27   | 66   | 6  | 1.83 |
| 14.  | Tecos "B"                | 28 | 11 | 8  | 9  | 43  | 30  | 13   | 48   | 7  | 1.71 |
| 15.  | Leones Negros "C"        | 38 | 17 | 9  | 12 | 71  | 43  | 28   | 64   | 4  | 1.68 |
| 16.  | Atlante "B"              | 38 | 15 | 9  | 14 | 67  | 62  | 5    | 55   | 1  | 1.45 |
| 17.  | Durango "B"              | 36 | 12 | 8  | 16 | 53  | 51  | 2    | 49   | 5  | 1.36 |
| 18.  | Cimarrones "C"           | 22 | 6  | 6  | 10 | 26  | 34  | -8   | 28   | 3  | 1.27 |
| 19.  | U. de G. Lagos de Moreno | 36 | 12 | 6  | 18 | 62  | 86  | -24  | 44   | 2  | 1.22 |
| 20.  | Cafetaleros "B"          | 28 | 7  | 9  | 12 | 33  | 52  | -19  | 34   | 4  | 1.21 |
| 21.  | Mur FC                   | 28 | 8  | 4  | 16 | 24  | 40  | -16  | 30   | 2  | 1.07 |
| 22.  | Dorados "C"              | 28 | 7  | 5  | 16 | 31  | 41  | -10  | 29   | 3  | 1.04 |
| 23.  | Cadereyta FC             | 36 | 7  | 10 | 19 | 36  | 91  | -55  | 36   | 5  | 1.00 |
| 24.  | Dragones de Tabasco      | 28 | 5  | 6  | 17 | 24  | 69  | -45  | 24   | 3  | 0.86 |
| 25.  | Ciervos "B"              | 32 | 7  | 3  | 22 | 43  | 88  | -45  | 26   | 2  | 0.81 |
| 26.  | CEFOR Mérida             | 28 | 5  | 4  | 19 | 25  | 56  | -31  | 22   | 3  | 0.79 |
| 27.  | CEFO-ALR                 | 38 | 3  | 5  | 30 | 19  | 118 | -99  | 14   | 0  | 0.37 |

|  | Clasificado para la Liguilla de Filiales. |
|  | Peor Clasificado.                         |

### Liguilla de Filiales
|  | Octavos de final | Octavos de final       | Octavos de final | Octavos de final | Octavos de final |       |                     | Cuartos de final | Cuartos de final | Cuartos de final | Cuartos de final | Cuartos de final |  |   | Semifinal       | Semifinal | Semifinal | Semifinal | Semifinal |  |   | Final      | Final | Final | Final | Final |
|  |                  |                        |                  |                  |                  |       |                     |                  |                  |                  |                  |                  |  |   |                 |           |           |           |           |  |   |            |       |       |       |       |
|  | 1                | Juárez "B"             | 4                | 0                | 4                |       |                     |                  |                  |                  |                  |                  |  |   |                 |           |           |           |           |  |   |            |       |       |       |       |
|  | 16               | Atlante "B"            | 1                | 0                | 1                |       |                     |                  |                  |                  |                  |                  |  |   |                 |           |           |           |           |  |   |            |       |       |       |       |
|  | 16               | Atlante "B"            | 1                | 0                | 1                |       | 1                   | Juárez "B"       | 0                | 1                | 1                |                  |  |   |                 |           |           |           |           |  |   |            |       |       |       |       |
|  |                  |                        |                  |                  |                  |       | 1                   | Juárez "B"       | 0                | 1                | 1                |                  |  |   |                 |           |           |           |           |  |   |            |       |       |       |       |
|  |                  | 10                     | Tigres SD        | 0                | 0                | 0     |                     |                  |                  |                  |                  |                  |  |   |                 |           |           |           |           |  |   |            |       |       |       |       |
|  | 7                | 10                     | Tigres SD        | 0                | 0                | 0     | Correcaminos "C"    | 1                | 1                | 2                |                  |                  |  |   |                 |           |           |           |           |  |   |            |       |       |       |       |
|  | 7                |                        |                  |                  |                  |       | Correcaminos "C"    | 1                | 1                | 2                |                  |                  |  |   |                 |           |           |           |           |  |   |            |       |       |       |       |
|  | 10               | Tigres SD              | 0                | 3                | 3                |       |                     |                  |                  |                  |                  |                  |  |   |                 |           |           |           |           |  |   |            |       |       |       |       |
|  | 10               | Tigres SD              | 0                | 3                | 3                |       |                     |                  |                  |                  |                  |                  |  | 1 | Juárez "B" (p.) | 0         | 2         | 2 (4)     |           |  |   |            |       |       |       |       |
|  |                  |                        |                  |                  |                  |       |                     |                  |                  |                  |                  |                  |  | 1 | Juárez "B" (p.) | 0         | 2         | 2 (4)     |           |  |   |            |       |       |       |       |
|  |                  | 5                      | Monterrey "B"    | 1                | 1                | 2 (2) |                     |                  |                  |                  |                  |                  |  |   |                 |           |           |           |           |  |   |            |       |       |       |       |
|  | 4                | 5                      | Monterrey "B"    | 1                | 1                | 2 (2) | Atlas "B"           | 0                | 2                | 2                |                  |                  |  |   |                 |           |           |           |           |  |   |            |       |       |       |       |
|  | 4                |                        |                  |                  |                  |       | Atlas "B"           | 0                | 2                | 2                |                  |                  |  |   |                 |           |           |           |           |  |   |            |       |       |       |       |
|  | 13               | Celaya "C"             | 1                | 0                | 1                |       |                     |                  |                  |                  |                  |                  |  |   |                 |           |           |           |           |  |   |            |       |       |       |       |
|  | 13               | Celaya "C"             | 1                | 0                | 1                |       | 4                   | Atlas "B"        | 0                | 1                | 1                |                  |  |   |                 |           |           |           |           |  |   |            |       |       |       |       |
|  |                  |                        |                  |                  |                  |       | 4                   | Atlas "B"        | 0                | 1                | 1                |                  |  |   |                 |           |           |           |           |  |   |            |       |       |       |       |
|  |                  | 5                      | Monterrey "B"    | 1                | 1                | 2     |                     |                  |                  |                  |                  |                  |  |   |                 |           |           |           |           |  |   |            |       |       |       |       |
|  | 5                | 5                      | Monterrey "B"    | 1                | 1                | 2     | Monterrey "B" (p.)  | 1                | 2                | 3 (3)            |                  |                  |  |   |                 |           |           |           |           |  |   |            |       |       |       |       |
|  | 5                |                        |                  |                  |                  |       | Monterrey "B" (p.)  | 1                | 2                | 3 (3)            |                  |                  |  |   |                 |           |           |           |           |  |   |            |       |       |       |       |
|  | 12               | Universidad del Fútbol | 3                | 0                | 3 (2)            |       |                     |                  |                  |                  |                  |                  |  |   |                 |           |           |           |           |  |   |            |       |       |       |       |
|  | 12               | Universidad del Fútbol | 3                | 0                | 3 (2)            |       |                     |                  |                  |                  |                  |                  |  |   |                 |           |           |           |           |  | 1 | Juárez "B" | 1     | 2     | 3     |       |
|  |                  |                        |                  |                  |                  |       |                     |                  |                  |                  |                  |                  |  |   |                 |           |           |           |           |  | 1 | Juárez "B" | 1     | 2     | 3     |       |
|  |                  | 2                      | Pumas UNAM "C"   | 3                | 2                | 5     |                     |                  |                  |                  |                  |                  |  |   |                 |           |           |           |           |  |   |            |       |       |       |       |
|  | 2                | 2                      | Pumas UNAM "C"   | 3                | 2                | 5     | Pumas UNAM "C" (p.) | 3                | 1                | 4 (11)           |                  |                  |  |   |                 |           |           |           |           |  |   |            |       |       |       |       |
|  | 2                |                        |                  |                  |                  |       | Pumas UNAM "C" (p.) | 3                | 1                | 4 (11)           |                  |                  |  |   |                 |           |           |           |           |  |   |            |       |       |       |       |
|  | 15               | Leones Negros "C"      | 1                | 3                | 4 (10)           |       |                     |                  |                  |                  |                  |                  |  |   |                 |           |           |           |           |  |   |            |       |       |       |       |
|  | 15               | Leones Negros "C"      | 1                | 3                | 4 (10)           |       | 2                   | Pumas UNAM "C"   | 3                | 4                | 7                |                  |  |   |                 |           |           |           |           |  |   |            |       |       |       |       |
|  |                  |                        |                  |                  |                  |       | 2                   | Pumas UNAM "C"   | 3                | 4                | 7                |                  |  |   |                 |           |           |           |           |  |   |            |       |       |       |       |
|  |                  | 8                      | E. F. Chivas     | 3                | 2                | 5     |                     |                  |                  |                  |                  |                  |  |   |                 |           |           |           |           |  |   |            |       |       |       |       |
|  | 8                | 8                      | E. F. Chivas     | 3                | 2                | 5     | E. F. Chivas        | 1                | 2                | 3                |                  |                  |  |   |                 |           |           |           |           |  |   |            |       |       |       |       |
|  | 8                |                        |                  |                  |                  |       | E. F. Chivas        | 1                | 2                | 3                |                  |                  |  |   |                 |           |           |           |           |  |   |            |       |       |       |       |
|  | 9                | Xoloitzcuintles "B"    | 2                | 0                | 2                |       |                     |                  |                  |                  |                  |                  |  |   |                 |           |           |           |           |  |   |            |       |       |       |       |
|  | 9                | Xoloitzcuintles "B"    | 2                | 0                | 2                |       |                     |                  |                  |                  |                  |                  |  | 2 | Pumas UNAM "C"  | 3         | 1         | 4         |           |  |   |            |       |       |       |       |
|  |                  |                        |                  |                  |                  |       |                     |                  |                  |                  |                  |                  |  | 2 | Pumas UNAM "C"  | 3         | 1         | 4         |           |  |   |            |       |       |       |       |
|  |                  | 3                      | Mineros "C"      | 0                | 1                | 1     |                     |                  |                  |                  |                  |                  |  |   |                 |           |           |           |           |  |   |            |       |       |       |       |
|  | 3                | 3                      | Mineros "C"      | 0                | 1                | 1     | Mineros "C"         | 1                | 2                | 3                |                  |                  |  |   |                 |           |           |           |           |  |   |            |       |       |       |       |
|  | 3                |                        |                  |                  |                  |       | Mineros "C"         | 1                | 2                | 3                |                  |                  |  |   |                 |           |           |           |           |  |   |            |       |       |       |       |
|  | 14               | Tecos "B"              | 2                | 0                | 2                |       |                     |                  |                  |                  |                  |                  |  |   |                 |           |           |           |           |  |   |            |       |       |       |       |
|  | 14               | Tecos "B"              | 2                | 0                | 2                |       | 3                   | Mineros "C"      | 2                | 2                | 4                |                  |  |   |                 |           |           |           |           |  |   |            |       |       |       |       |
|  |                  |                        |                  |                  |                  |       | 3                   | Mineros "C"      | 2                | 2                | 4                |                  |  |   |                 |           |           |           |           |  |   |            |       |       |       |       |
|  |                  | 6                      | Guadalajara "C"  | 1                | 1                | 3     |                     |                  |                  |                  |                  |                  |  |   |                 |           |           |           |           |  |   |            |       |       |       |       |
|  | 6                | 6                      | Guadalajara "C"  | 1                | 1                | 3     | Guadalajara "C"     | 4                | 4                | 8                |                  |                  |  |   |                 |           |           |           |           |  |   |            |       |       |       |       |
|  | 6                |                        |                  |                  |                  |       | Guadalajara "C"     | 4                | 4                | 8                |                  |                  |  |   |                 |           |           |           |           |  |   |            |       |       |       |       |
|  | 11               | Alebrijes "B"          | 0                | 0                | 0                |       |                     |                  |                  |                  |                  |                  |  |   |                 |           |           |           |           |  |   |            |       |       |       |       |

#### Octavos de final
| 11 de mayo de 2019, 12:00 | Atlante "B"  | 1:4 (0:3) | Juárez "B"                             | Nuevo Territorio Azulgrana, Tultitlán                                  |                                                                        |
|                           | X. Leyva 84' | Reporte   | J. Zapata 1', 3' · R. Alderete 7', 90' | Asistencia: 200 espectadores Árbitro(s): Marco Antonio Návez Hernández | Asistencia: 200 espectadores Árbitro(s): Marco Antonio Návez Hernández |

| 18 de mayo de 2019, 11:00 UTC -6                                 | Juárez "B" | 0:0 (0:0) (Global 4:1) | Atlante "B" | Complejo de Entrenamiento Bravo, Ciudad Juárez                           |                                                                          |
|                                                                  |            | Reporte                |             | Asistencia: 120 espectadores Árbitro(s): Adrián Alberto Gutiérrez Ibarra | Asistencia: 120 espectadores Árbitro(s): Adrián Alberto Gutiérrez Ibarra |
| Con marcador global de 4-1, Juárez "B" avanzó a cuartos de final |            |                        |             |                                                                          |                                                                          |

| 10 de mayo de 2019, 19:00 UTC -7 | Xoloitzcuintles "B"           | 2:1 (1:0) | E. F. Chivas     | Estadio Miguel Castro Servín, Hermosillo                              |                                                                       |
|                                  | B. Baylón 8' · J. Miranda 83' | Reporte   | D. Cervantes 63' | Asistencia: 1 000 espectadores Árbitro(s): Iván Alberto Castro Zamora | Asistencia: 1 000 espectadores Árbitro(s): Iván Alberto Castro Zamora |

| 18 de mayo de 2019, 12:30                                                      | E. F. Chivas                      | 2:0 (1:0) (Global 3:2) | Xoloitzcuintles "B" | Club Chivas San Rafael, Guadalajara                              |                                                                  |
|                                                                                | P. Rodríguez 36' · E. Morales 65' | Reporte                |                     | Asistencia: 200 espectadores Árbitro(s): Naím Alfonso Vargas Gil | Asistencia: 200 espectadores Árbitro(s): Naím Alfonso Vargas Gil |
| Con marcador global de 3-2, Escuela de Fútbol Chivas avanzó a cuartos de final |                                   |                        |                     |                                                                  |                                                                  |

| 10 de mayo de 2019, 18:00 | Tecos "B"                         | 2:1 (0:0) | Mineros "C"      | Estadio Tres de Marzo, Zapopan                                         |                                                                        |
|                           | Y. Arellano 55' · J. Casillas 65' | Reporte   | F. Morales 90+7' | Asistencia: 500 espectadores Árbitro(s): Marco Claudio Rodríguez Deras | Asistencia: 500 espectadores Árbitro(s): Marco Claudio Rodríguez Deras |

| 18 de mayo de 2019, 12:00                                         | Mineros "C"                     | 2:0 (1:0) (Global 3:2) | Tecos "B" | Unidad Deportiva Guadalupe, Guadalupe                                    |                                                                          |
|                                                                   | F. Morales 37' · P. Pedraza 72' | Reporte                |           | Asistencia: 300 espectadores Árbitro(s): Jorge Alfonso Reséndiz Espinoza | Asistencia: 300 espectadores Árbitro(s): Jorge Alfonso Reséndiz Espinoza |
| Con marcador global de 3-2, Mineros "C" avanzó a cuartos de final |                                 |                        |           |                                                                          |                                                                          |

| 11 de mayo de 2019, 17:00 | Alebrijes "B" | 0:4 (0:3) | Guadalajara "C"                        | Estadio Tecnológico de Oaxaca, Oaxaca                                        |                                                                              |
|                           |               | Reporte   | E. Corona 17', 52' · J. Parra 20', 29' | Asistencia: 1 000 espectadores Árbitro(s): Omar Alejandro González Arizmendi | Asistencia: 1 000 espectadores Árbitro(s): Omar Alejandro González Arizmendi |

| 17 de mayo de 2019, 10:00                                             | Guadalajara "C"                                     | 4:0 (3:0) (Global 8:0) | Alebrijes "B" | Verde Valle, Zapopan                                            |                                                                 |
|                                                                       | D. Gómez 8', 48' · A. Organista 13' · G. García 45' | Reporte                |               | Asistencia: 50 espectadores Árbitro(s): Julio César Gil Jiménez | Asistencia: 50 espectadores Árbitro(s): Julio César Gil Jiménez |
| Con marcador global de 8-0, Guadalajara "C" avanzó a cuartos de final |                                                     |                        |               |                                                                 |                                                                 |

| 11 de mayo de 2019, 11:00 | Leones Negros "C" | 1:3 (0:2) | Pumas UNAM "C"                        | Club La Primavera, Zapopan                                       |                                                                  |
|                           | J. Dávalos 61'    | Reporte   | J. Morales 7' · J. Rodríguez 21', 58' | Asistencia: 50 espectadores Árbitro(s): Fabián Lechuga Chavarría | Asistencia: 50 espectadores Árbitro(s): Fabián Lechuga Chavarría |

| 19 de mayo de 2019, 11:30                                                                                                  | Pumas UNAM "C" | 1:3 (0:2) (11:10 p.)(Global 4:4) | Leones Negros "C"                 | Instalaciones de la FMF - Cancha 3, Toluca                         |                                                                    |
| | J. Morales 82' | Reporte                          | A. Díaz 17' · A. Murillo 40', 73' | Asistencia: 200 espectadores Árbitro(s): Juan Alberto Ramírez Meza | Asistencia: 200 espectadores Árbitro(s): Juan Alberto Ramírez Meza |
| Pese a empatar 4-4 en el marcador global, Pumas UNAM "C" avanzó a cuartos de final tras ganar 11-10 en la tanda de penales |                |                                  |                                   |                                                                    |                                                                    |

| 11 de mayo de 2019, 10:00 | Tigres SD | 0:1 (0:1) | Correcaminos "C" | Instalaciones de Zuazua, General Zuazua                               |                                                                       |
|                           |           | Reporte   | F. Martínez 34'  | Asistencia: 50 espectadores Árbitro(s): Lizzet Amairany García Olvera | Asistencia: 50 espectadores Árbitro(s): Lizzet Amairany García Olvera |

| 18 de mayo de 2019, 10:00                                       | Correcaminos "C" | 1:3 (1:1) (Global 2:3) | Tigres SD                                       | Cefor Club Correcaminos UAT, Ciudad Victoria                    |                                                                 |
|                                                                 | K. Loera 22'     | Reporte                | A. Suárez 6' · A. Corona 89' · S. Treviño 90+1' | Asistencia: 150 espectadores Árbitro(s): Pedro Hernández García | Asistencia: 150 espectadores Árbitro(s): Pedro Hernández García |
| Con marcador global de 2-3, Tigres SD avanzó a cuartos de final |                  |                        |                                                 |                                                                 |                                                                 |

| 10 de mayo de 2019, 16:00 | Celaya "C"    | 1:0 (1:0) | Atlas "B" | Instituto Tecnológico de Celaya, Celaya                         |                                                                 |
|                           | L. Vargas 23' | Reporte   |           | Asistencia: 100 espectadores Árbitro(s): René Paul Moreno López | Asistencia: 100 espectadores Árbitro(s): René Paul Moreno López |

| 17 de mayo de 2019, 11:00                                       | Atlas "B"                    | 2:0 (2:0) (Global 2:1) | Celaya "C" | Instalaciones CECAF, El Salto                                  |                                                                |
|                                                                 | D. Nava 25' · J. Garibay 43' | Reporte                |            | Asistencia: 100 espectadores Árbitro(s): José Luis Alba Dorado | Asistencia: 100 espectadores Árbitro(s): José Luis Alba Dorado |
| Con marcador global de 2-1, Atlas "B" avanzó a cuartos de final |                              |                        |            |                                                                |                                                                |

| 10 de mayo de 2019, 11:00 | Universidad del Fútbol              | 3:1 (1:0) | Monterrey "B"  | Universidad del Fútbol, San Agustín Tlaxiaca                                |                                                                             |
|                           | E. Nahuat 50' · E. Jiménez 73', 85' | Reporte   | K. Benítez 17' | Asistencia: 100 espectadores Árbitro(s): Fernando Alexander Cruz Garatachea | Asistencia: 100 espectadores Árbitro(s): Fernando Alexander Cruz Garatachea |

| 17 de mayo de 2019, 15:30                                                                                                | Monterrey "B"                | 2:0 (0:0) (3:2 p.)(Global 3:3) | Universidad del Fútbol | Estadio El Barrial, Santiago                                              |                                                                           |
| | A. Ávila 74' · A. Zapata 81' | Reporte                        |                        | Asistencia: 100 espectadores Árbitro(s): Noe Heriberto Vicencio Monsivais | Asistencia: 100 espectadores Árbitro(s): Noe Heriberto Vicencio Monsivais |
| Pese a empatar 3-3 en el marcador global, Monterrey "B" avanzó a cuartos de final tras ganar 3-2 en la tanda de penales. |                              |                                |                        |                                                                           |                                                                           |

#### Cuartos de final
| 23 de mayo de 2019, 10:00 | Tigres SD | 0:0 (0:0) | Juárez "B" | Instalaciones de Zuazua, General Zuazua                              |                                                                      |
|                           |           | Reporte   |            | Asistencia: 50 espectadores Árbitro(s): Donnet Steffy Molina Sánchez | Asistencia: 50 espectadores Árbitro(s): Donnet Steffy Molina Sánchez |

| 26 de mayo de 2019, 11:00 UTC -6                            | Juárez "B"   | 1:0 (1:0) (Global 1:0) | Tigres SD | Complejo de Entrenamiento Bravo, Ciudad Juárez                          |                                                                         |
|                                                             | C. Mauri 19' | Reporte                |           | Asistencia: 500 espectadores Árbitro(s): Diego Armando Rosales Palacios | Asistencia: 500 espectadores Árbitro(s): Diego Armando Rosales Palacios |
| Con marcador global de 1-0, Juárez "B" avanzó a Semifinales |              |                        |           |                                                                         |                                                                         |

| 22 de mayo de 2019, 10:00 | Guadalajara "C"  | 1:2 (1:0) | Mineros "C"                        | Verde Valle, Zapopan                                                    |                                                                         |
|                           | A. Organista 11' | Reporte   | O. González 86' · F. Morales 90+2' | Asistencia: 50 espectadores Árbitro(s): Elton Yael Hernández Barrientos | Asistencia: 50 espectadores Árbitro(s): Elton Yael Hernández Barrientos |

| 25 de mayo de 2019, 11:00                                    | Mineros "C"        | 2:2 (2:1) (Global 4:3) | Guadalajara "C"                    | Unidad Deportiva Guadalupe, Guadalupe                                  |                                                                        |
|                                                              | P. Pedraza 7', 39' | Reporte                | A. Organista 37' · L. Carrillo 84' | Asistencia: 100 espectadores Árbitro(s): Edwin Eduardo Morfín Verduzco | Asistencia: 100 espectadores Árbitro(s): Edwin Eduardo Morfín Verduzco |
| Con marcador global de 4-3, Mineros "C" avanzó a Semifinales |                    |                        |                                    |                                                                        |                                                                        |

| 22 de mayo de 2019, 11:00 | E. F. Chivas                                            | 3:3 (2:2) | Pumas UNAM "C"                      | Club Chivas San Rafael, Guadalajara                                |                                                                    |
|                           | F. Covarrubias 18' · J. Rangel 27' · P. Rodríguez 90+3' | Reporte   | J. Morales 31', 38' · H. Suárez 69' | Asistencia: 100 espectadores Árbitro(s): Miguel Ángel Anaya Suárez | Asistencia: 100 espectadores Árbitro(s): Miguel Ángel Anaya Suárez |

| 25 de mayo de 2019, 10:00                                       | Pumas UNAM "C"                                       | 4:2 (2:1) (Global 7:5) | E. F. Chivas       | La Cantera - Cancha 2, Ciudad de México                                    |                                                                            |
|                                                                 | J. Morales 21', 32' · E. Segovia 59' · A. García 76' | Reporte                | J. Rangel 23', 89' | Asistencia: 300 espectadores Árbitro(s): Omar Alejandro González Arizmendi | Asistencia: 300 espectadores Árbitro(s): Omar Alejandro González Arizmendi |
| Con marcador global de 7-5, Pumas UNAM "C" avanzó a Semifinales |                                                      |                        |                    |                                                                            |                                                                            |

| 23 de mayo de 2019, 11:30 | Monterrey "B" | 1:0 (0:0) | Atlas "B" | Estadio El Barrial, Santiago                                       |                                                                    |
|                           | H. Pineda 83' | Reporte   |           | Asistencia: 100 espectadores Árbitro(s): Juan Jesús Selvera Parada | Asistencia: 100 espectadores Árbitro(s): Juan Jesús Selvera Parada |

| 26 de mayo de 2019, 10:00                                      | Atlas "B"     | 1:1 (0:1) (Global 1:2) | Monterrey "B" | Instalaciones CECAF, El Salto                                          |                                                                        |
|                                                                | L. Chávez 56' | Reporte                | H. Pineda 31' | Asistencia: 200 espectadores Árbitro(s): Martín Gerardo Juárez Jiménez | Asistencia: 200 espectadores Árbitro(s): Martín Gerardo Juárez Jiménez |
| Con marcador global de 1-2, Monterrey "B" avanzó a Semifinales |               |                        |               |                                                                        |                                                                        |

#### Semifinales
| 30 de mayo de 2019, 10:00 | Monterrey "B" | 1:0 (0:0) | Juárez "B" | Estadio El Barrial, Santiago                                        |                                                                     |
|                           | A. Ávila 80'  | Reporte   |            | Asistencia: 30 espectadores Árbitro(s): Juan Rafael Canales Sánchez | Asistencia: 30 espectadores Árbitro(s): Juan Rafael Canales Sánchez |

| 2 de junio de 2019, 11:00 UTC -6                                                                             | Juárez "B"                       | 2:1 (0:1) (4:2 p.)(Global 2:2) | Monterrey "B" | Complejo de Entrenamiento Bravo, Ciudad Juárez                      |                                                                     |
| | L. Mendoza 53' · R. Alderete 65' | Reporte                        | D. Rivas 33'  | Asistencia: 350 espectadores Árbitro(s): Luis Carlos Caro Rodríguez | Asistencia: 350 espectadores Árbitro(s): Luis Carlos Caro Rodríguez |
| Pese a empatar 2-2 en el marcador global, Juárez "B" avanzó a la Final tras ganar 4-2 en la tanda de penales |                                  |                                |               |                                                                     |                                                                     |

| 29 de mayo de 2019, 11:00 | Mineros "C" | 0:3 (0:1) | Pumas UNAM "C"                                    | Unidad Deportiva Guadalupe, Guadalupe                                    |                                                                          |
|                           |             | Reporte   | J. Barragán 4' · E. Segovia 55' · J. Escobedo 88' | Asistencia: 300 espectadores Árbitro(s): Héctor Salvador Solorio Arreola | Asistencia: 300 espectadores Árbitro(s): Héctor Salvador Solorio Arreola |

| 1 de junio de 2019, 11:00                                    | Pumas UNAM "C" | 1:1 (1:0) (Global 4:1) | Mineros "C"   | La Cantera - Cancha 2, Ciudad de México                |                                                        |
|                                                              | C. Ledón 15'   | Reporte                | J. Dorado 61' | Asistencia: 400 espectadores Árbitro(s): Tomoya Suzuki | Asistencia: 400 espectadores Árbitro(s): Tomoya Suzuki |
| Con marcador global de 4-1, Pumas UNAM "C" avanzó a la Final |                |                        |               |                                                        |                                                        |

#### Final
| 6 de junio de 2019, 11:00 | Pumas UNAM "C"                     | 3:1 (1:0) | Juárez "B"      | La Cantera - Cancha 2, Ciudad de México                                 |                                                                         |
|                           | C. Ledón 15' · E. Segovia 52', 59' | Reporte   | J. Zapata 90+3' | Asistencia: 300 espectadores Árbitro(s): Edson Enrique Castañón Ramírez | Asistencia: 300 espectadores Árbitro(s): Edson Enrique Castañón Ramírez |

| 9 de junio de 2019, 11:00 UTC -6                                                                 | Juárez "B"                      | 2:2 (1:2) (Global 3:5) | Pumas UNAM "C"                  | Complejo de Entrenamiento Bravo, Ciudad Juárez                             |                                                                            |
|                                                                                                  | R. Alderete 30' · J. Zapata 57' |                        | J. Morales 5' · J. Barragán 21' | Asistencia: 8 000 espectadores Árbitro(s): Héctor Salvador Solorio Arreola | Asistencia: 8 000 espectadores Árbitro(s): Héctor Salvador Solorio Arreola |
| Con marcador global de 3-5, Pumas UNAM "C" es campeón de Filiales de la Tercera División 2018-19 |                                 |                        |                                 |                                                                            |                                                                            |

| Campeón Tercera División 2018-19 (filiales) |
| ------------------------------------------- |
|                                             |
| Pumas UNAM "C"                              |
| 2° Título                                   |

## Estadísticas

### Tabla de goleo general
Fecha de actualización: 6 de mayo de 2019
Datos según la página oficial Archivado el 10 de septiembre de 2018 en Wayback Machine.
|     | Jugador                   | Equipo                  | Goles |
| --- | ------------------------- | ----------------------- | ----- |
| 1.º | Alan Delgado              | Aragón FC               | 61    |
| 2.º | Juan Carlos Peña          | Aguacateros CDU Uruapan | 36    |
| 3.º | Eliud Sáenz               | Saltillo Soccer         | 34    |
| 4.º | Carlos Alexis López       | Atlético San Francisco  | 31    |
| =   | Samuel Andani González    | AEM                     | 31    |
| 6.º | Sergio Alexander Hipólito | Felinos 48              | 30    |
| =   | Elihu de Jesús Bocardo    | Unión León              | 30    |
| 8.º | Bryan Mota                | Aguacateros CDU Uruapan | 29    |
| =   | Daniel Blanco             | Bravos                  | 29    |
| =   | Víctor Hugo Guerra        | Delfines UGM            | 29    |